# Anarquismo nos Estados Unidos
O anarquismo nos Estados Unidos começou em meados do século XIX e começou a crescer em influência ao entrar nos movimentos trabalhistas americanos, crescendo uma corrente anarco-comunista e ganhando notoriedade pela  violenta propaganda pelo ato e fazendo campanha por diversas reformas sociais em o início do século XX.
Na era pós-Segunda Guerra Mundial, o anarquismo recuperou influência por meio de novos desenvolvimentos, como o anarco-pacifismo, a Nova Esquerda Americana e a contracultura da década de 1960. Nos tempos contemporâneos, o anarquismo nos Estados Unidos influenciou e tornou-se influenciado e renovado por desenvolvimentos dentro e fora do movimento anarquista mundial, como plataformismo, anarquismo insurrecional, os novos movimentos sociais (anarcha-feminismo, anarquismo queer e o ecologismo libertário ) e o movimentos de alter-globalização.

## Anarquismo americano inicial

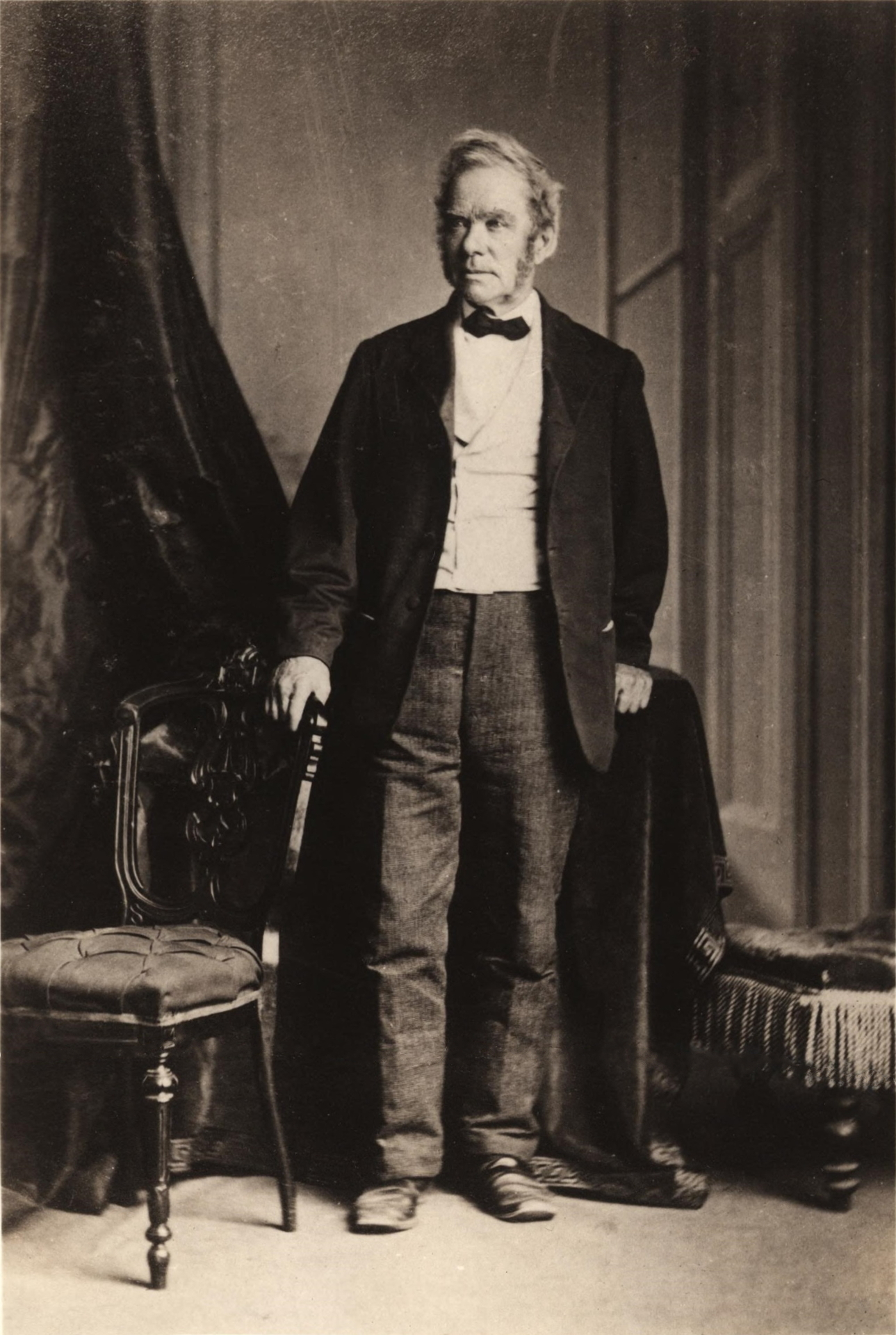
Josiah Warren

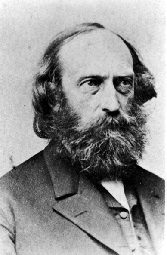
Stephen Pearl Andrews

Para a historiadora anarquista americana Eunice Minette Schuster, o anarquismo individualista americano "enfatiza o isolamento do indivíduo - seu direito a suas próprias ferramentas, mente, corpo e produtos de seu trabalho. Para o artista que adota essa filosofia, é "anarquismo estético, para o reformador, anarquismo ético, para o mecânico independente, anarquismo econômico. O primeiro se preocupa com a filosofia, o último com a demonstração prática. O anarquista econômico está preocupado em construir uma sociedade com base no anarquismo. Economicamente, ele não vê nenhum dano na posse privada do que o indivíduo produz por seu próprio trabalho, mas apenas o necessário e não mais. O tipo estético e ético encontrou expressão no transcendentalismo, humanitarismo e romantismo da primeira parte do século XIX, o tipo econômico na vida pioneira do velho oeste durante o mesmo período, mas de forma mais favorável após a Guerra Civil ".
É por essa razão que foi sugerido que, para entender o anarquismo individualista americano, é preciso levar em consideração "o contexto social de suas ideias, a saber, a transformação da América de uma sociedade pré-capitalista para uma sociedade capitalista ... a não a natureza capitalista do início dos EUA pode ser vista do domínio inicial do trabalho independente (produção artesanal e camponesa). No início do século XIX, cerca de 80% da população masculina trabalhadora (não escrava) trabalhava por conta própria. A grande maioria dos americanos nesse período era de agricultores que trabalhavam em suas próprias terras, principalmente para suas próprias necessidades ", e assim" o anarquismo individualista é claramente uma forma de socialismo artesanal ... enquanto o anarquismo comunista e o anarco-sindicalismo são formas de socialismo industriais (ou proletárias)".
A historiadora Wendy McElroy relata que o anarquismo individualista americano recebeu uma influência importante de três pensadores europeus: "Uma das mais importantes dessas influências foi o filósofo político francês Pierre-Joseph Proudhon, cujas palavras "Liberdade não é a filha, mas a mãe da ordem" apareceram como um lema no mastro do Liberty ", publicado por Benjamin Tucker. "Outra grande influência estrangeira foi o filósofo alemão Max Stirner". "O terceiro pensador estrangeiro com grande impacto foi o filósofo Herbert Spencer". Outras influências a considerar incluem o "anarquismo de William Godwin que, em parte, exerceu uma influência ideológica, mas mais ainda, o socialismo de Robert Owen e Charles Fourier.  O surgimento e crescimento do anarquismo nos Estados Unidos nas décadas de 1820 e 1830 tem um paralelo próximo no surgimento e crescimento simultâneos do abolicionismo. Ninguém precisava de anarquia mais do que um escravo.

Após o sucesso de seu empreendimento britânico, Owen estabeleceu em 1825 uma comunidade cooperativa dentro dos Estados Unidos em Nova Harmonia, Indiana. Um membro desta comuna foi Josiah Warren (1798-1874). Após o fracasso de New Harmony, Warren mudou suas lealdades ideológicas do socialismo para o anarquismo (o que não foi um grande salto, dado que o socialismo de Owen havia sido baseado no anarquismo de Godwin) ". Warren é amplamente considerado como o primeiro anarquista americano e o jornal semanal de quatro páginas que ele editou durante 1833, The Peaceful Revolutionist, foi o primeiro periódico anarquista publicado, uma empresa para a qual ele construiu sua própria impressora, moldou seu próprio tipo e fez sua chapas de impressão próprias. O nome foi uma expressão muito antiga do anarquismo secular, precedendo Proudhon. Warren era seguidor de Owen e ingressou na comunidade de Owen em Nova Harmonia. Warren cunhou a frase "Custo do limite de preço", com "custo" aqui se referindo não ao preço monetário pago, mas à mão-de-obra exercida para produzir um item.  Portanto, "ele propôs um sistema para pagar as pessoas com certificados indicando quantas horas de trabalho eles faziam. Eles podiam trocar as notas nas lojas locais por mercadorias que levassem o mesmo tempo para produzir".  Ele colocou suas teorias à prova, estabelecendo uma "loja de mão-de-obra para trabalho" experimental chamada Cincinnati Time Store, onde o comércio era facilitado por notas apoiadas por uma promessa de realização de trabalho. A loja provou ser bem-sucedida e operou por três anos, após os quais foi fechada para que Warren pudesse buscar o estabelecimento de colônias baseadas no mutualismo. Estes incluíram "Utopia" e "Modern Times". Warren disse que The Science of Society (A Ciência da Sociedade), de Stephen Pearl Andrews, publicado em 1852, era a exposição mais lúcida e completa das próprias teorias de Warren.  O historiador catalão Xavier Diez relata que as experiências comunitárias intencionais iniciadas por Warren foram influentes nos anarquistas individualistas europeus do final do século XIX e início do século XX, como Emile Armand e as comunidades intencionais iniciadas por eles.

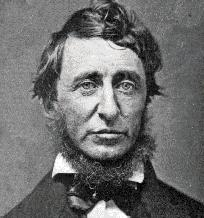
Henry David Thoreau (1817–1862)

Henry David Thoreau (1817-1862) foi uma importante influência precoce no pensamento anarquista individualista nos Estados Unidos e na Europa. Thoreau foi um autor americano, poeta, naturalista, ministro dos impostos, crítico de desenvolvimento, agrimensor, historiador, filósofo e líder transcendentalista. Desobediência Civil (Resistência ao Governo Civil) é um ensaio de Thoreau que foi publicado pela primeira vez em 1849.

O ensaio argumenta que as pessoas não devem permitir que os governos anulem ou atrofiem suas consciências, e que as pessoas têm o dever de evitar permitir que essa aquiescência permita que o governo os torne agentes de injustiça. Thoreau foi motivado em parte por seu desgosto pela escravidão e pela Guerra Mexicano-Americana. Isso influenciaria Mohandas Gandhi, Martin Luther King Jr., Martin Buber e Leo Tolstoy, por sua defesa da resistência não-violenta.  É também o principal precedente do anarcopacifismo. O anarquismo começou a ter uma visão ecológica principalmente nos escritos do anarquista individualista americano e do Thoreau transcendentalista. Em seu livro Walden, ele defende a vida simples e a auto-suficiência entre os ambientes naturais, em resistência ao avanço da civilização industrial: "Muitos viram em Thoreau um dos precursores do ecologismo e anarco-primitivismo representados hoje em John Zerzan. Para George Woodcock, essa atitude também pode ser motivada por certa ideia de resistência ao progresso e de rejeição do crescente materialismo que é a natureza da sociedade americana em meados do século XIX". O próprio Zerzan incluiu o texto "Excursões" (1863) de Thoreau em sua compilação editada de escritos anti-civilizacionais chamados Against Civilization: Readings and Reflections de 1999. Walden tornou Thoreau influente na corrente verde anarquista individualista europeia do anarco-naturismo.
Para a historiadora anarquista americana Eunice Minette Schuster, "[é] aparente ... que o anarquismo orgulhoso foi encontrado nos Estados Unidos pelo menos em 1848 e que não tinha consciência de sua afinidade com o anarquismo individualista de Josias Warren e Stephen Pearl Andrews ... William B. Greene apresentou esse Mutualismo Proudhoniano em sua forma mais pura e sistemática " William Batchelder Greene (1819 a 1878) foi um anarquista individualista mutualista do século XIX, ministro unitário, soldado e promotor do banco livre nos Estados Unidos. Greene é mais conhecido pelos trabalhos Mutual Banking (1850), que propuseram um sistema bancário sem juros; e transcendentalismo, uma crítica da escola filosófica da Nova Inglaterra.  Depois de 1850, ele se tornou ativo na reforma trabalhista e foi eleito vice-presidente da Liga de Reforma Trabalhista da Nova Inglaterra, a maioria dos membros do esquema de banco mútuo de Proudhon e em 1869 presidente do Sindicato dos Trabalhadores de Massachusetts. Ele então publicou Socialistic, Mutualistic, and Financial Fragments (Fragmentos Socialistas, Mmutualística e Financeiros) (1875). Ele via o mutualismo como a síntese da "liberdade e ordem".
O associacionismo dele é controlado pelo individualismo ... "Cuide dos seus assuntos", "Não julgue para que não sejais julgados ". Sobre assuntos puramente pessoais, como por exemplo, conduta moral, o indivíduo é soberano, bem como sobre aquilo que ele mesmo produz. Por esse motivo, ele exige "mutualidade" no casamento - o direito igual de uma mulher à sua própria liberdade e propriedade pessoais.
Stephen Pearl Andrews era um anarquista individualista e associado próximo de Josiah Warren. Andrews foi anteriormente associado ao movimento fourierista, mas se converteu ao individualismo radical depois de se familiarizar com o trabalho de Warren. Como Warren, ele considerava o princípio da "soberania individual" como de suma importância. O anarquista americano contemporâneo Hakim Bey relata que "Steven Pearl Andrews ... não era um fourierista, mas viveu uma breve mania de falhanstérios na América e adotou muitos princípios e práticas fourieristas ... um criador de mundos sem palavras. Ele sincretizou o abolicionismo, o Amor Livre, o universalismo espiritual, Warren e Fourier, em um grande esquema utópico que ele chamou de Pantarquia Universal ... Ele foi fundamental na fundação de várias "comunidades intencionais", incluindo a "Brownstone Utopia" na 14th Street, em Nova York e "Modern Times" em Brentwood, Long Island".
Estas últimas tornaram-se tão famosas quanto as comunas fourieristas mais conhecidas (Brook Farm, em Massachusetts, e North American Phalanx, em Nova Jersey) - na verdade, o Modern Times tornou-se notória por "Amor Livre" e finalmente afundou sob uma onda de publicidade escandalosa. Andrews (e Victoria Woodhull) foram membros da infame Seção 12 da 1ª Internacional, expulsos por Marx por suas "tendências anarquistas, feministas e espiritualistas ".

## Anarquismo individualista americano do século XIX

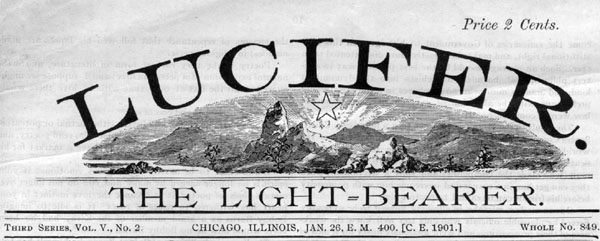
Importante jornal de amor livre americano foi Lucifer The Light-Bearer (1883–1907)

Uma corrente importante no anarquismo individualista americano foi o amor livre. Os defensores do amor livre, às vezes, remontam a Josiah Warren e a comunidades experimentais, e viam a liberdade sexual como uma expressão clara e direta da autopropriedade de um indivíduo.O amor livre enfatizou particularmente os direitos das mulheres, já que a maioria das leis sexuais discriminava as mulheres: por exemplo, leis de casamento e medidas anti-natais. O mais importante diário de amor livre americano foi Lucifer, the Lightbearer Lúcifer, o Portador da Luz (1883–1907) editado por  Moses Harman e Lois Waisbrooker mas também existia The Word (1872–1890, 1892–1893) Ezra Heywood e Angela Heywood. M. E. Lazarus foi um importante anarquista individualista americano que promoveu o amor livre. Hutchins Hapgood era um jornalista, autor, anarquista individualista/ anarquista filosófico dos EUA, que era bem conhecido no ambiente boêmio por volta do início do século XX na cidade de Nova York. Ele defendia o amor livre e cometia adultério com frequência. Hapgood foi um seguidor dos filósofos alemães Max Stirner e Friedrich Nietzsche. A missão de Lucifer era, de acordo com Harman, "ajudar a mulher a quebrar as correntes que, por séculos, a prenderam à cadeia machista de leis artificiais, espirituais, econômicas, industriais, sociais e especialmente sexuais, acreditando que até a mulher se despertar para um senso de sua própria responsabilidade em todas as linhas do esforço humano, e especialmente nas linhas de seu campo especial, o da reprodução da raça, haverá pouco ou nenhum avanço real em direção a uma civilização mais alta e mais verdadeira ". O nome foi escolhido porque "Lúcifer, o nome antigo da Estrela da Manhã, agora chamado Vênus, parece-nos insuperável como um cognomen de um diário cuja missão é trazer luz para os habitantes na escuridão". Em fevereiro de 1887, os editores e editores de Lucifer foram presos depois que a revista entrou em conflito com a Lei Comstock pela publicação de uma carta condenando o sexo forçado no casamento, que o autor identificou como estupro. A Lei Comstock proibiu especificamente ao público, a discussão impressa de todos os tópicos considerados "obscenos, libidinosos ou lascivos" e a discussão sobre estupro, apesar de um assunto criminal, foi considerada obscena. Um procurador distrital de Topeka acabou entregando 216 acusações. Em fevereiro de 1890, Harman, agora o único produtor de Lucifer, foi novamente preso por acusações resultantes de um artigo semelhante escrito por um médico de Nova York. Como resultado das acusações originais, Harman passaria grande parte dos próximos seis anos na prisão. Em 1896, Lúcifer foi transferido para Chicago; no entanto, o assédio legal continuou. O Serviço Postal dos Estados Unidos apreendeu e destruiu numerosas edições da revista e, em maio de 1905, Harman foi novamente preso e condenado pela distribuição de dois artigos - "A questão da paternidade" e "Mais pensamentos sobre sexologia", de Sara Crist Campbell. Condenada a um ano de trabalho forçado, a saúde do editor de 75 anos se deteriorou bastante. Após 24 anos de produção, Lúcifer deixou de ser publicada em 1907 e se tornou o American Journal of Eugenics, mais acadêmico. Eles também tinham muitos oponentes, e Moses Harman passou dois anos na prisão depois que um tribunal determinou que um diário que ele publicou era "obsceno" sob a notória Lei de Comstock. Em particular, o tribunal contestou três cartas ao editor, uma das quais descreveu a situação de uma mulher que foi estuprada pelo marido, rasgando pontos de uma operação recente após um parto difícil e causando hemorragia grave. A carta lamentava a falta de recurso legal da mulher. Ezra Heywood, que já havia sido processado sob a Lei Comstock por um panfleto atacando o casamento, reimprimiu a carta em solidariedade a Harman e também foi preso e condenado a dois anos de prisão.

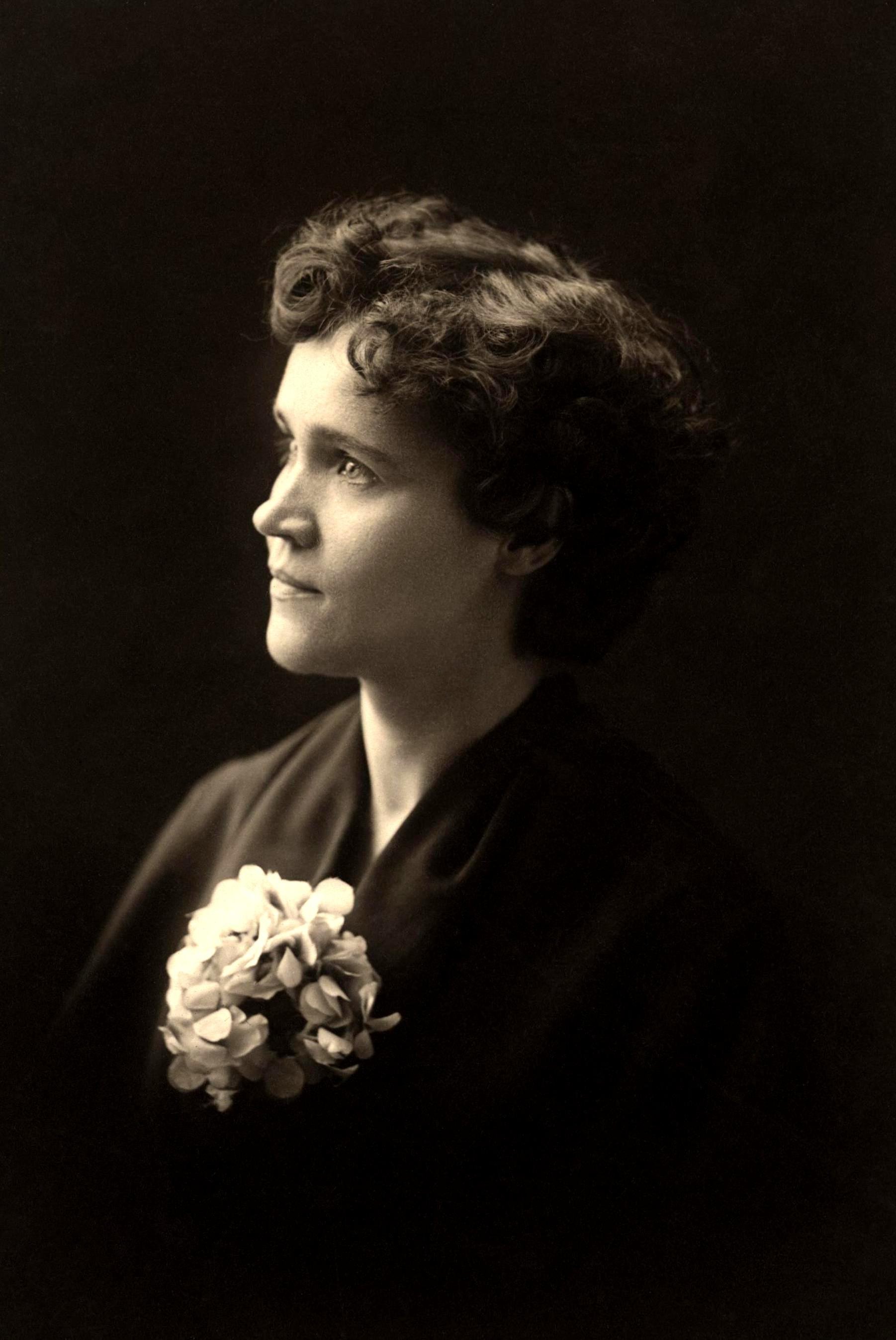
Voltairine de Cleyre,ativista e escritora anarcha-feminista e livre-pensadora americana

A filosofia de Heywood foi fundamental para promover as ideias anarquistas individualistas através de seus extensos panfletos e reimpressão de obras de Josiah Warren, autor de True Civilization (1869), e William B. Greene. Em uma convenção de 1872 da Liga de Reforma Trabalhista da Nova Inglaterra, em Boston, Heywood apresentou Greene e Warren ao eventual editor da Liberty, Benjamin Tucker. Heywood viu o que ele acreditava ser uma concentração desproporcional de capital nas mãos de poucos como resultado de uma extensão seletiva de privilégios apoiados pelo governo a certos indivíduos e organizações. The Word era uma revista anarquista individualista de amor livre, editada por Ezra Heywood e Angela Heywood, publicada primeiramente em Princeton, Massachusetts; e depois de Cambridge, Massachusetts. The Word foi intitulado "A Monthly Journal of Reform", e incluiu contribuições de Josiah Warren, Benjamin Tucker e J.K. Ingalls. Inicialmente, The Word apresentava o amor livre como um tema menor, expresso em um formato de reforma trabalhista. Mas a publicação mais tarde evoluiu para um periódico de amor explicitamente livre.  Em algum momento, Tucker se tornou um colaborador importante, mas depois ficou insatisfeito com o foco da revista no amor livre, pois desejava uma concentração na economia. Em contraste, o relacionamento de Tucker com Heywood ficou mais distante. No entanto, quando Heywood foi preso por seu controle pró-natalidade de agosto a dezembro de 1878 sob as leis da Comstock, Tucker abandonou o Radical Review para assumir a redação de The Word, de Heywood. Após a libertação de Heywood da prisão, The Word se tornou abertamente um diário de amor livre; desrespeitou a lei imprimindo material de controle de natalidade e discutindo abertamente questões sexuais.A desaprovação de Tucker por essa política decorreu de sua convicção de que "a liberdade, para ser eficaz, deve encontrar sua primeira aplicação no campo da economia".
Marx Edgeworth Lazarus (1822 - 1895 ou 1896) foi um anarquista individualista americano de Guntersville, Alabama. Ele é autor de vários ensaios e panfletos anarquistas, incluindo Land Tenure: Anarchist View (Posse de Terra: Visão Anarquista) (1889). Uma citação famosa de Lázaro é "Todo voto em um escritório do governo é um instrumento para me escravizar." Lázaro também foi um colaborador intelectual do Fourierismo e do movimento Free Love da década de 1850, um grupo de reforma social que pedia, em sua forma extrema, a abolição do casamento institucionalizado.
O pensamento livre como uma posição filosófica e como ativismo foi importante no anarquismo individualista norte-americano. Segundo Grace Baumgarten em seu livro Cannot Be Silenced, "Muitos dos anarquistas eram fervorosos pensadores livres; reimpressões de documentos de pensamento livre, como Lucifer, the Light-Bearer, Freethought e The Truth Seeker apareceram em Liberty [...] A igreja era vista como um aliado comum do Estado e como uma força repressiva em si mesma". 
Voltairine de Cleyre  era escritora anarquista e feminista americana. Foi escritora e oradora prolífica, opondo-se ao estado, ao casamento e ao domínio da religião na sexualidade e na vida das mulheres. Ela começou sua carreira de ativista no movimento de pensamento livre. De Cleyre foi inicialmente atraíao pelo anarquismo individualista, mas evoluiu do mutualismo para um "anarquismo sem adjetivos". Ela acreditava que qualquer sistema era aceitável desde que não envolvesse força. No entanto, de acordo com o autor anarquista Iain McKay, ela adotou os ideais do comunismo apátrido. Em sua palestra de 1895, intitulada Sex Slavery, de Cleyre condena ideais de beleza que incentivam as mulheres a distorcer seus corpos e práticas de socialização infantil que criam papéis de gênero não naturais. O título do ensaio não se refere ao tráfico de mulheres para fins de prostituição, embora isso também seja mencionado, mas a leis de casamento que permitem que os homens estuprem suas esposas sem consequências. Tais leis tornam "toda mulher casada o que ela é, uma escrava hipotecada, que leva o nome de seu senhor, o pão de seu senhor, os mandamentos de seu senhor e serve as paixões de seu senhor".

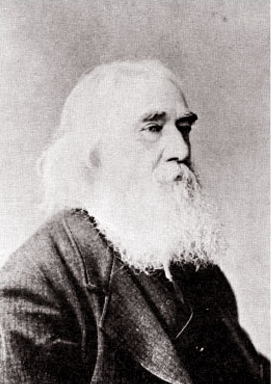
Lysander Spooner

O anarquismo individualista encontrou nos Estados Unidos um importante espaço de discussão e desenvolvimento no que é conhecido como "anarquistas de Boston". Mesmo entre os individualistas americanos do século XIX, não havia uma doutrina monolítica, pois discordavam entre si em várias questões, incluindo direitos de propriedade intelectual e posse versus propriedade de terra. Um grande dissidência ocorreu no final do século XIX, quando Tucker e alguns outros abandonaram seu apoio tradicional aos direitos naturais - como sustentado por Lysander Spooner - e se converteram em um "egoísmo" modelado na filosofia de Stirner. Lysander Spooner, além de seu ativismo anarquista individualista, também foi um importante ativista anti-escravidão e tornou-se membro da Primeira Internacional. Alguns "anarquistas de Boston", incluindo Benjamin Tucker, se identificaram como socialistas, que no século XIX eram frequentemente usados no sentido de um compromisso com a melhoria das condições da classe trabalhadora (isto é, "o problema do trabalho"). Os "anarquistas de Boston", como Tucker e seus seguidores, são considerados socialistas até hoje devido à sua oposição à usura. Por volta do início do século XX, o auge do anarquismo individualista havia passado.

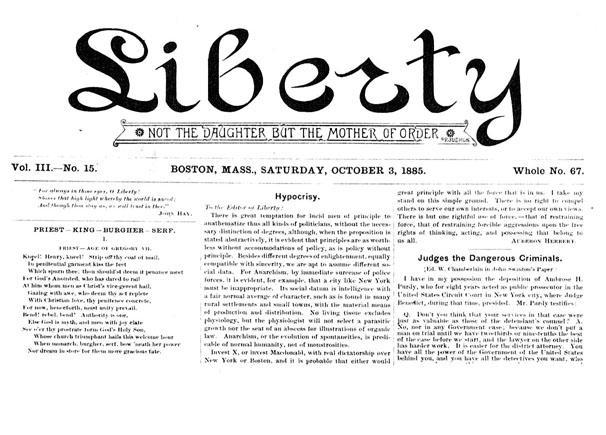
Liberty, um influente jornal anarquista individualista americano

Liberty foi um periódico anarquista do século XIX publicado nos Estados Unidos por Benjamin Tucker, de agosto de 1881 a abril de 1908. O periódico foi fundamental para o desenvolvimento e formalização da filosofia anarquista individualista, através da publicação de ensaios e servindo de formato para o debate. Os contribuintes incluíram Benjamin Tucker, Lysander Spooner, Auberon Herbert, Dyer Lum, Joshua K. Ingalls, John Henry Mackay, Victor Yarros, Wordsworth Donisthorpe, James L. Walker, J. William Lloyd, Florence Finch Kelly, Voltairine de Cleyre, Steven T. Byington, John Beverley Robinson, Jo Labadie, Lillian Harman, e Henry Appleton. Incluída em seu mastro está uma citação de Pierre Proudhon dizendo que a liberdade "Não é a Filha, mas a Mãe da Ordem".

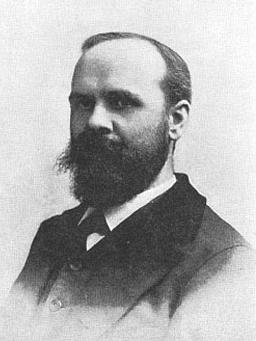
Benjamin Tucker

Alguns dos anarquistas individualistas americanos mais tarde naquela época, como Benjamin Tucker, abandonaram posições de direitos naturais e se converteram ao anarquismo egoísta de Max Stirner. Rejeitando a ideia de direitos morais, Tucker disse que havia apenas dois direitos, "o direito de poder" e "o direito de contrato". Ele também disse, depois de se converter ao individualismo egoísta: "Em tempos passados ... era meu hábito falar com desdém do direito do homem à terra. Era um péssimo hábito, e eu há muito tempo soltei a mão ... direito à terra é sua força sobre ela.". Ao adotar o egoísmo stirnerita (1886), Tucker rejeitou os direitos naturais que há muito tempo eram considerados a base do libertarianismo. Essa rejeição galvanizou o movimento em ferozes debates, com os defensores dos direitos naturais acusando os egoístas de destruir o próprio libertarianismo. O conflito foi tão amargo que vários defensores dos direitos naturais se retiraram das páginas da Liberty em protesto, embora até agora estivessem entre seus colaboradores frequentes. Posteriormente, Liberty defendeu o egoísmo, embora seu conteúdo geral não tenha mudado significativamente. Várias publicações "foram indubitavelmente influenciadas pela apresentação do egoísmo de Liberty. Eles incluíam: Eu publiquei por CL Swartz, editado por WE Gordak e J.William Lloyd (todos associados ao Liberty); The Ego e The Egoist, ambos editados por Edward H. Fulton: entre os artigos egoístas que Tucker seguiu, estavam o alemão Der Eigene, editado por Adolf Brand, e 'The Eagle and The Serpent', publicado em Londres de 1898 a 1900 com o subtítulo 'A Journal of Egoistic Philosophy and Sociology' (Um Jornal de Filosofia Egoística e Sociologia) Entre os anarquistas americanos que aderiram ao egoísmo incluem Benjamin Tucker, John Beverley Robinson, Steven T. Byington, Hutchins Hapgood, James L. Walker, Victor Yarros and Edward H. Fulton. Robinson escreveu um ensaio chamado "Egoísmo", no qual afirma que "O egoísmo moderno, proposto por Stirner e Nietzsche, e exposto por Ibsen, Shaw e outros, é tudo isso; mas é mais. É a percepção do indivíduo que eles são um indivíduo, que, no que diz respeito, são o único indivíduo." Steven T. Byington foi um dos proponentes do georgismo que mais tarde se converteu em posições egoístas agitadoras após se associar a Benjamin Tucker. Ele é conhecido por traduzir duas importantes obras anarquistas para o inglês do alemão: The Ego and Own e o anarquismo de Paul Eltzbacher: expoentes da filosofia anarquista (também publicado por Dover com o título The Great Anarchists: Ideas and Teachings of Seven Major Thinkers [Os grandes anarquistas: ideias e ensinamentos de sete grandes pensadores]). James L. Walker (às vezes conhecido pelo pseudônimo "Tak Kak") foi um dos principais contribuintes para a liberdade de Benjamin Tucker. Ele publicou seu principal trabalho filosófico chamado Filosofia do Egoísmo, de maio de 1890 a setembro de 1891, nas edições da publicação Egoism.

## Começo do anarco-comunismo americano

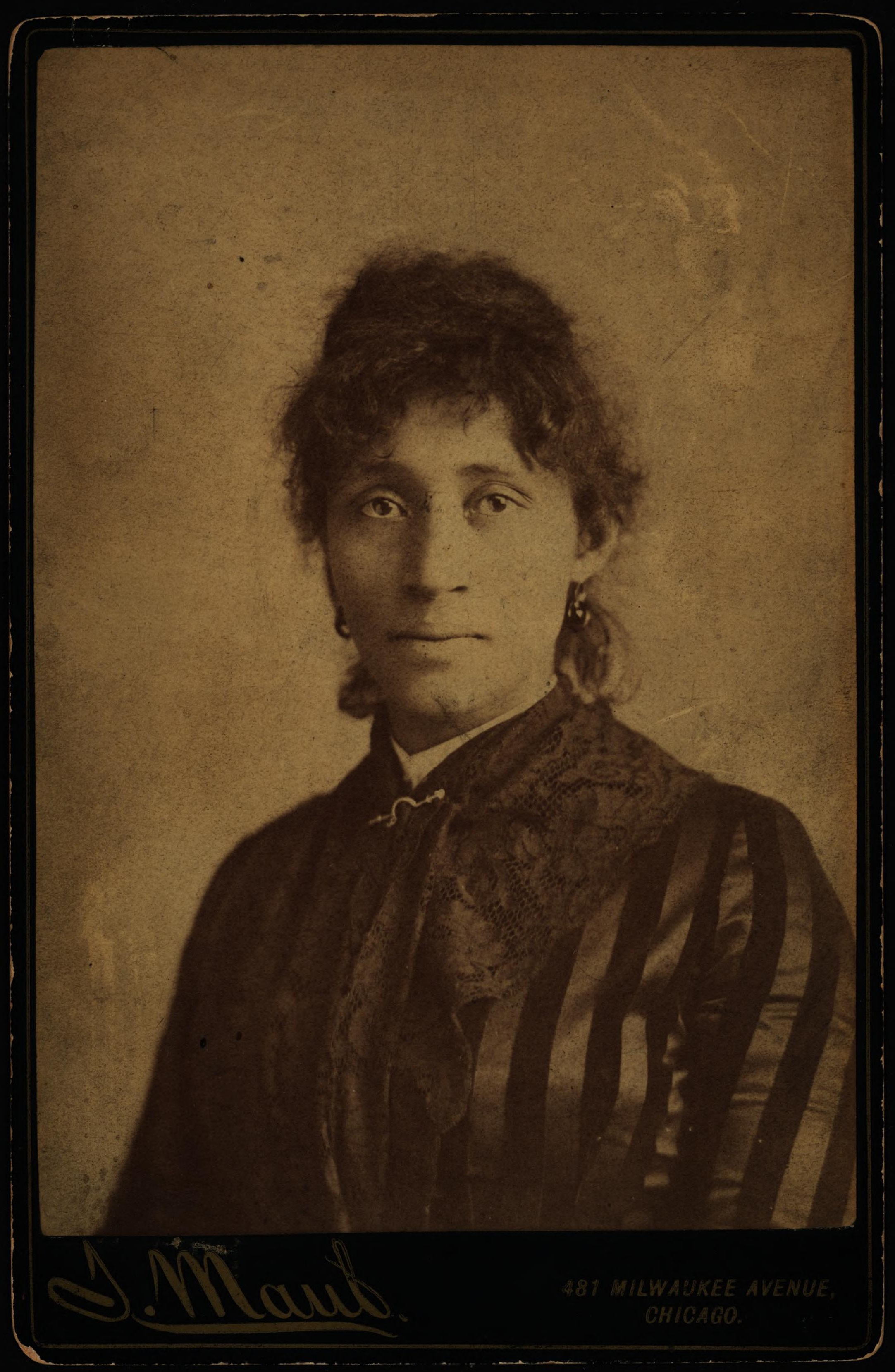
Lucy Parsons

Na década de 1880, o anarco-comunismo já estava presente nos Estados Unidos, como pode ser visto na publicação do jornal Freedom: A Monthly Anarchist-Communist Monthly por Lucy Parsons e Lizzy Holmes. Lucy Parsons debateu em seu tempo nos EUA com a colega anarcha-comunista Emma Goldman sobre questões de amor livre e feminismo. Descrita pelo Departamento de Polícia de Chicago como "mais perigosa do que mil manifestantes" na década de 1920, Parsons e seu marido tornaram-se organizadores anarquistas altamente eficazes, envolvidos principalmente no movimento trabalhista no final do século XIX, mas também participando de ativismo revolucionário em nome de presos políticos, pessoas de cor, sem-teto e mulheres. Ela começou a escrever para The Socialist e The Alarm, o jornal da International Working People's Association (Associação Internacional dos Trabalhadores) (IWPA) que ela e Parsons, entre outros, fundaram em 1883. Em 1886, seu marido, que estava fortemente envolvido em campanhas pelo dia de oito horas, foi preso, julgado e executado em 11 de novembro de 1887, pelo estado de Illinois, sob a acusação de que ele havia conspirado no manifestação do Haymarket - um evento que foi amplamente considerado um enquadramento político e marcou o início dos protestos trabalhistas do primeiro de maio.
Outro jornal anarco-comunista apareceu mais tarde nos EUA, chamado The Firebrand. A maioria das publicações anarquistas nos EUA eram em ídiche, alemão ou russo, mas a Free Society foi publicada em inglês, permitindo a disseminação do pensamento comunista anarquista às populações de língua inglesa nos EUA. Naquela época, esses setores anarco-comunistas americanos entraram em debate com o grupo anarquista individualista em torno de Benjamin Tucker. Encorajado por notícias de lutas trabalhistas e disputas industriais nos Estados Unidos, o anarquista alemão Johann Most emigrou para os EUA quando foi libertado da prisão em 1882. Ele prontamente começou a agitar sua terra adotiva entre outros emigrantes alemães. Entre seus associados estava August Spies, um dos anarquistas enforcado por conspiração no atentado de explosões na Praça Haymarket, cuja polícia encontrou uma carta de 1884 de Most prometendo um carregamento de "remédios", sua palavra de código para dinamite.
A maioria era famosa por afirmar o conceito de propaganda da ação (Attentat): "O sistema existente será o mais rápido e radicalmente derrubado pela aniquilação de seus expoentes. Portanto, massacres dos inimigos do povo devem ser acionados." A maioria é conhecida por um panfleto publicado em 1885: The Science of Revolutionary Warfare, um manual de instruções sobre o assunto de fabricação de bombas que rendeu ao autor o apelido "Dynamost". Ele adquiriu seu conhecimento de explosivos enquanto trabalhava em uma fábrica de explosivos em Nova Jersey.

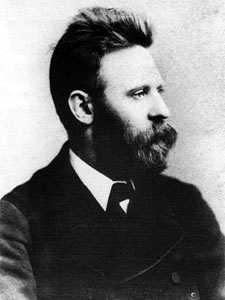
Johann Most

Orador talentoso, a maioria propagou essas ideias pelos círculos marxistas e anarquistas dos Estados Unidos e atraiu muitos adeptos, principalmente Emma Goldman e Alexander Berkman. Em fevereiro de 1888, Berkman partiu para os Estados Unidos da Rússia, sua terra natal. Logo após sua chegada à cidade de Nova York, Berkman tornou-se anarquista por meio de seu envolvimento com grupos formados para fazer campanha para libertar os homens condenados pelo atentado com bombas de 1886 no Haymarket. Ele, assim como Goldman, logo ficou sob a influência de Johann Most, o anarquista mais conhecido nos Estados Unidos e um defensor da propaganda pela ação - attentat, ou violência realizada para incentivar as massas a se revoltarem. Berkman tornou-se um tipógrafo do jornal Freiheit de Most. Inspirados pelas teorias de Most sobre Attentat, Goldman e Berkman, enfurecidos com a morte de trabalhadores durante a greve de Homestead, colocaram em ação a tentativa de Berkman de assassinar o gerente da fábrica de Homestead, Henry Clay Frick, em 1892.  Berkman e Goldman logo ficaram desiludidos quando Most se tornou um dos críticos mais francos de Berkman. Em Freiheit, a maioria atacou ambos, Goldman e Berkman, implicando que o ato de Berkman foi projetado para despertar simpatia por Frick. A biógrafa de Goldman, Alice Wexler, sugere que as críticas de Most podem ter sido inspiradas pelo ciúme a Berkman. Goldman ficou furiosa e exigiu que a maioria provasse suas insinuações. Quando ele se recusou a responder, ela o confrontou na próxima palestra. Depois que ele se recusou a falar com ela, ela o açoitou no rosto com um chicote de cavalo, quebrou o chicote no joelho e jogou os pedaços nele. Mais tarde, ela se arrependeu do ataque, confidenciando a um amigo: "Aos 23 anos, não se raciocina".

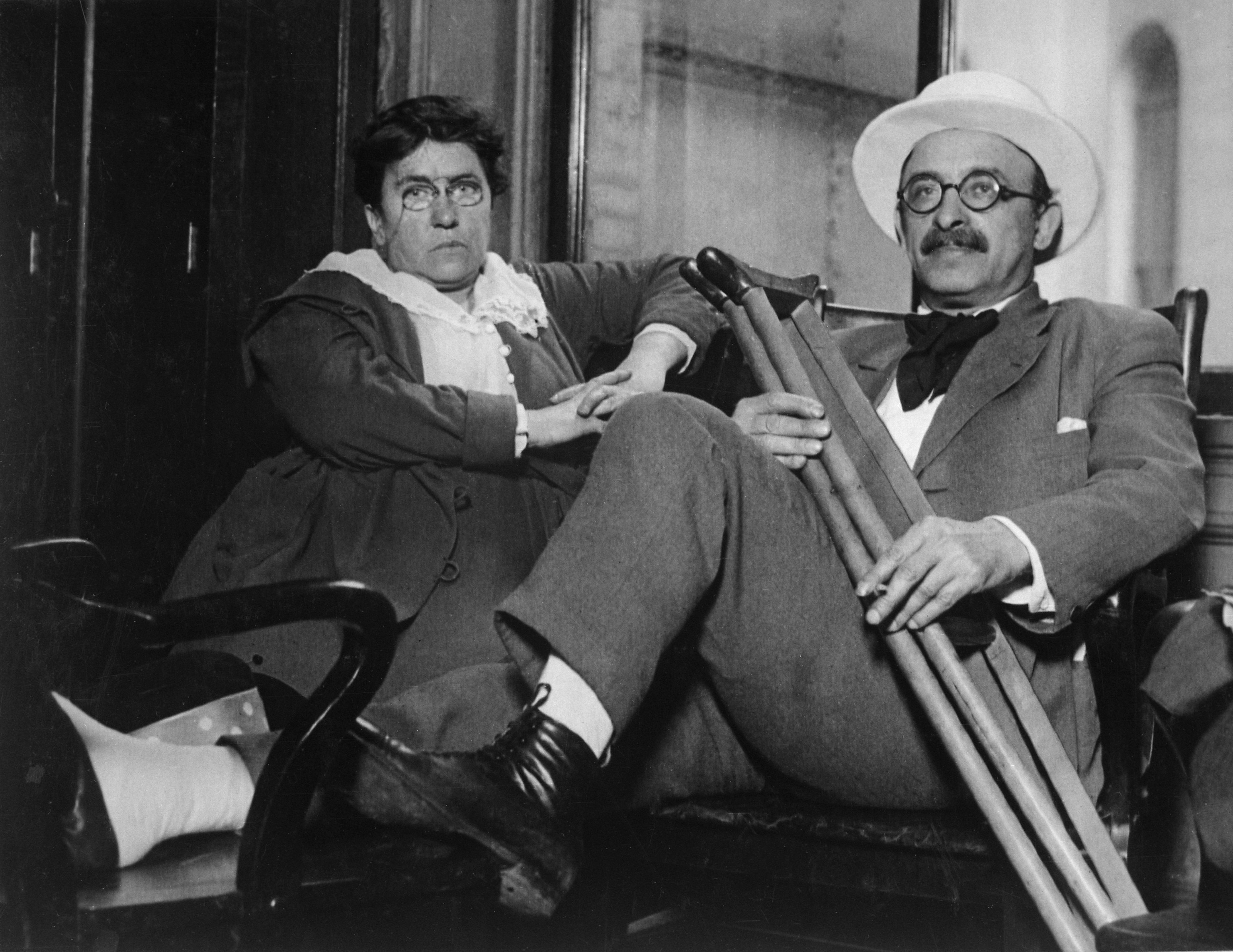
Emma Goldman and Alexander Berkman (circa 1917–1919)

Emma Goldman era uma anarquista conhecida por seu ativismo político, escrita e discursos. Ela desempenhou um papel fundamental no desenvolvimento da filosofia política anarquista na América do Norte e na Europa na primeira metade do século XX. Nascida em Kovno, no Império Russo (atual Kaunas, Lituânia), Goldman emigrou para os EUA em 1885 e viveu na cidade de Nova York, onde se juntou ao crescente movimento anarquista em 1889.. Atraída pelo anarquismo, depois do caso Haymarket, Goldman tornou-se escritora e renomada professora de filosofia anarquista, direitos das mulheres e questões sociais, atraindo multidões de milhares. Ela e o escritor anarquista Alexander Berkman, seu amante e amigo ao longo da vida, planejavam assassinar o industrial e financeiro Henry Clay Frick como um ato de propaganda da ação. Embora Frick tenha sobrevivido ao atentado contra sua vida, Berkman foi condenado a 22 anos de prisão.Goldman foi preso várias vezes nos anos seguintes, por "incitar a revolta" e distribuir ilegalmente informações sobre controle de natalidade. Em 1906, Goldman fundou o jornal anarquista Mother Earth (Mãe Terra) Em 1917, Goldman e Berkman foram condenados a dois anos de prisão por conspirar para "induzir as pessoas a não se registrarem" no alistamento obrigatório recentemente instituído. Após sua libertação da prisão, eles foram presos - junto com centenas de outros - e deportados para a Rússia. Inicialmente favorável à revolução bolchevique daquele país, Goldman rapidamente manifestou sua oposição ao uso soviético da violência e à repressão de vozes independentes. Em 1923, ela escreveu um livro sobre suas experiências, My Disillusionment in Russia. Enquanto morava na Inglaterra, Canadá e França, ela escreveu uma autobiografia chamada Living My Life. Após o início da Guerra Civil Espanhola, ela viajou para a Espanha para apoiar a revolução anarquista lá. Ela morreu em Toronto em 14 de maio de 1940, aos 70 anos. Durante sua vida, Goldman foi considerada uma "mulher rebelde" de pensamento livre por admiradores e denunciada pelos críticos como defensora de assassinatos por motivos políticos e de violentas revoluções. Seus escritos e palestras abrangeram uma ampla variedade de questões, incluindo prisões, ateísmo, liberdade de expressão, militarismo, capitalismo, casamento, amor livre e homossexualidade. Embora se distanciasse da primeira onda do feminismo e de seus esforços em favor do sufrágio feminino, ela desenvolveu novas maneiras de incorporar a política de gênero ao anarquismo. Após décadas de obscuridade, o status icônico de Goldman foi revivido na década de 1970, quando acadêmicas feministas e anarquistas reacenderam o interesse popular em sua vida.

## Anarquismo americano e o movimento trabalhista

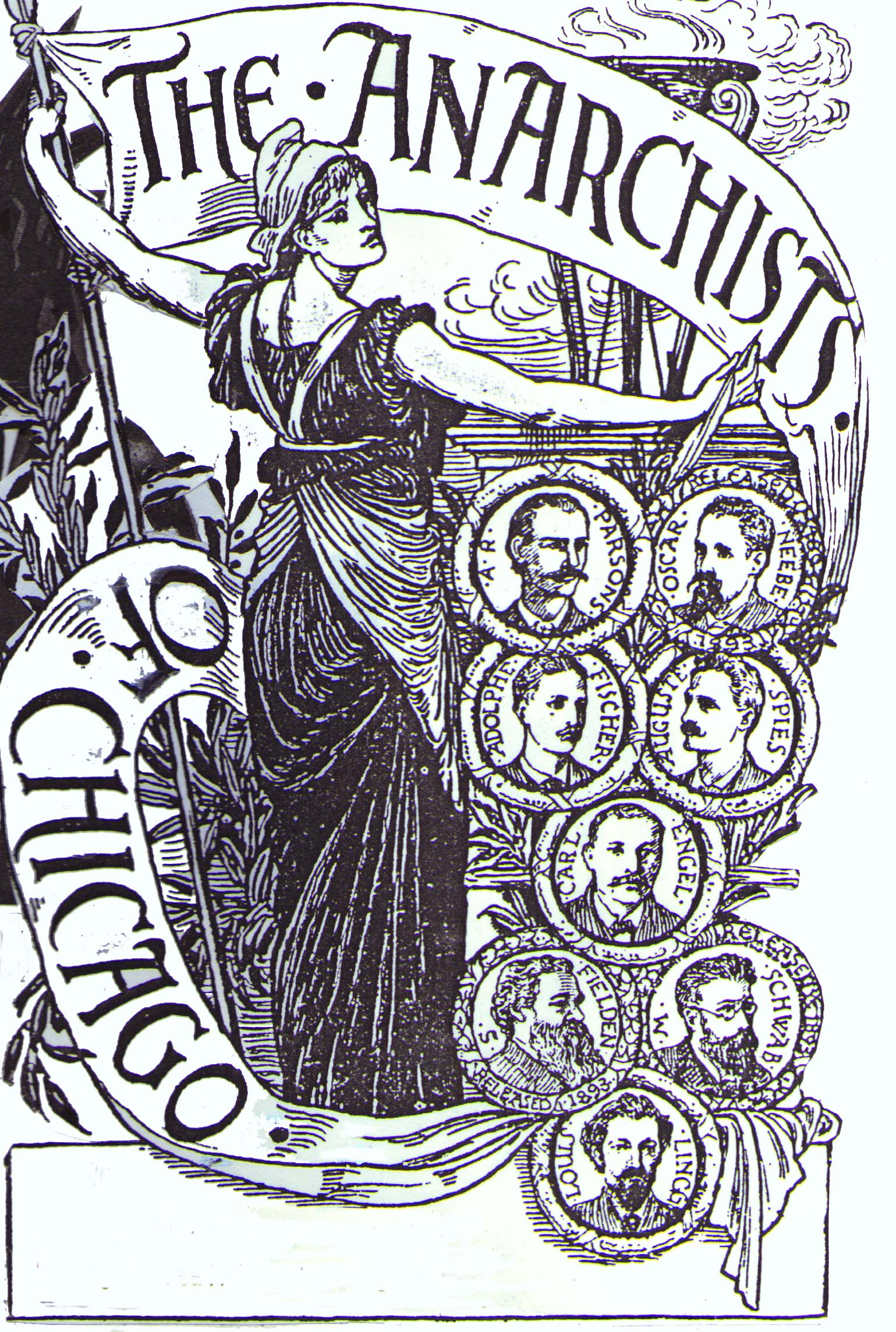
Uma gravura favorável por Walter Crane dos anarquistas executados de Chicago após o caso Haymarket, que geralmente é considerado o evento mais significativo para a origem das observâncias internacionais do primeiro de maio

As seções anti-autoritárias da Primeira Internacional foram precursoras dos anarco-sindicalistas, procurando "substituir o privilégio e a autoridade do Estado" pela "organização livre e espontânea do trabalho."
Depois de abraçar o anarquismo, Albert Parsons, marido de Lucy Parsons, voltou sua atividade ao crescente movimento para estabelecer o dia de 8 horas. Em janeiro de 1880, a Liga das Oito Horas de Chicago enviou Parsons para uma conferência nacional em Washington, DC, uma reunião que lançou um movimento nacional de lobby destinado a coordenar os esforços das organizações trabalhistas para vencer e reforçar a jornada de trabalho de 8 horas. No outono de 1884, Parsons lançou um jornal anarquista semanal em Chicago, The Alarm. A primeira edição foi datada de 4 de outubro de 1884 e saiu em uma edição de 15.000 cópias. A publicação era uma planilha de quatro páginas com um preço de capa de 5 centavos. O The Alarm listou a IWPA como sua editora e se apresentou como "A Weekly Socialistic" (Um Semanário Socialista) em seu cabeçalho na página 2. Em 1º de maio de 1886, Parsons, com sua esposa Lucy e os dois filhos, liderou 80.000 pessoas na Michigan Avenue, no que é considerado o primeiro desfile do primeiro de maio, em apoio às oito horas diárias de trabalho. Nos dias seguintes, 340.000 trabalhadores aderiram à greve. Parsons, em meio à greve do dia 1º de maio, viu-se chamado a Cincinnati, onde 300.000 trabalhadores haviam entrado em greve naquela tarde de sábado. No domingo, ele discursou na manifestação em Cincinnati sobre as notícias no centro de tempestade da greve e participou de um segundo grande desfile, liderado por 200 membros da União de Fuzileiros de Cincinnati, com certeza de que a vitória estava próxima. Em 1886, a Federação dos Negócios Organizados e Sindicatos dos Trabalhadores (FOTLU) dos Estados Unidos e do Canadá estabeleceu por unanimidade em 1 de maio de 1886, como a data em que o dia de trabalho de oito horas se tornaria padrão. Em resposta, sindicatos dos Estados Unidos prepararam uma greve geral em apoio ao evento. Em 3 de maio, em Chicago, uma briga começou quando os grevistas tentaram atravessar a linha de piquetes e dois trabalhadores morreram quando a polícia abriu fogo contra a multidão. No dia seguinte, 4 de maio, os anarquistas fizeram uma manifestação na praça Haymarket, em Chicago. Uma bomba foi lançada por um grupo desconhecido perto da conclusão do comício, matando um oficial. No pânico que se seguiu, a polícia abriu fogo contra a multidão e entre si. Sete policiais e pelo menos quatro trabalhadores foram mortos. Oito anarquistas, direta e indiretamente relacionados aos organizadores da manifestação, foram presos e acusados pelo assassinato do oficial falecido. Os homens se tornaram celebridades políticas internacionais entre o movimento trabalhista. Quatro dos homens foram executados e um quinto cometeu suicídio antes de sua própria execução. O incidente ficou conhecido como o caso Haymarket e foi um revés para o movimento trabalhista e a luta pelas oito horas diárias. Em 1890, foi realizada uma segunda tentativa, desta vez de alcance internacional, de organizar o dia de oito horas. O evento também teve o objetivo secundário de comemorar os trabalhadores mortos como resultado do caso Haymarket. Embora tenha sido inicialmente concebido como um evento único, no ano seguinte a celebração do Dia Internacional dos Trabalhadores no dia 1º de maio havia se estabelecido firmemente como um feriado internacional dos trabalhadores. Albert Parsons é mais lembrado como um dos quatro líderes radicais de Chicago condenados por conspiração e enforcado após um ataque a bomba contra a polícia lembrado como o caso Haymarket. Emma Goldman, a ativista e teórica política, foi atraída pelo anarquismo depois de ler sobre o incidente e as execuções, que mais tarde descreveu como "os eventos que inspiraram meu nascimento e crescimento espiritual".  Ela considerou os mártires de Haymarket "a influência mais decisiva em minha existência". Seu sócio, Alexander Berkman também descreveu os anarquistas de Haymarket como "uma inspiração potente e vital." Outros cujo compromisso com o anarquismo se cristalizou como resultado do caso Haymarket incluem Voltairine de Cleyre e "Big Bill" Haywood, membro fundador dos Industrial Workers of the World. Goldman escreveu ao historiador Max Nettlau, que o caso Haymarket havia despertado a consciência social de "centenas, talvez milhares de pessoas".

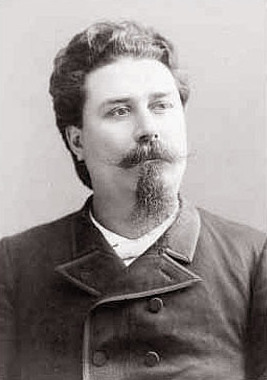
Jo Labadie, anarquista americano e organizador trabalhista

Dois anarquistas individualistas que escreveram em Liberty, de Benjamin Tucker, também eram importantes organizadores dos trabalhadores da época. Jo Labadie foi um organizador trabalhista americana, anarquista individualista, ativista social, gráfica, editora, ensaísta e poeta. Sem a opressão do Estado, Labadie acreditava, os humanos escolheriam se harmonizar com "as grandes leis naturais ... sem roubar seus companheiros através de juros, lucros, aluguel e impostos". No entanto, ele apoiou a cooperação comunitária, assim como o controle comunitário de serviços públicos de água, ruas e ferrovias. Embora ele não apoiasse o anarquismo militante dos anarquistas de Haymarket, ele lutou pela clemência dos acusados, porque não acreditava que eles fossem os autores. Em 1888, Labadie organizou a Federação do Trabalho de Michigan, tornou-se seu primeiro presidente e estabeleceu uma aliança com Samuel Gompers. Dyer Lum foi um ativista trabalhista anarquista individualista do século XIX e poeta. Um anarco-sindicalista líder e um intelectual de esquerda de destaque da década de 1880, ele é lembrado como o amante e mentor da primeira anarcha-feminista Voltairine de Cleyre. Lum foi um escritor prolífico que escreveu vários textos anarquistas importantes e contribuiu para publicações como Mother Earth, Twentieth Century, Liberty  (diário anarquista individualista de Benjamin Tucker), The Alarm (o diário da IWPA) e The Open Court, entre outros. Ele desenvolveu uma teoria "mutualista" dos sindicatos e, como tal, foi ativo dentro dos Noble and Holy Order of the Knights of Labor e mais tarde promoveu estratégias anti-políticas na American Federation of Labor (AFL). A frustração com o abolicionismo, o espiritualismo e a reforma trabalhista fizeram Lum abraçar o anarquismo e radicalizar os trabalhadores, como ele chegou a acreditar, a revolução envolveria inevitavelmente uma luta violenta entre a classe trabalhadora e a classe empregadora. Convencido da necessidade de violência para promover mudanças sociais, ele se ofereceu como voluntário para lutar na Guerra Civil Americana, esperando, assim, provocar o fim da escravidão. O Freie Arbeiter Stimme foi o periódico anarquista mais antigo da língua iídiche, fundado inicialmente como uma contraparte americana do Arbeter Fraynd (amigo dos trabalhadores), de Rudolf Rocker, em Londres. A publicação começou em 1890 e continuou sob o editorial de Saul Yanovsky até 1923. Os colaboradores incluíram David Edelstadt, Emma Goldman, Abba Gordin, Rudolf Rocker, Moishe Shtarkman e Saul Yanovsky. O jornal também era conhecido por publicar poesia de Di Yunge, poetas ídiche das décadas de 1910 e 1920.
Os Trabalhadores Industriais do Mundo (IWW) foi fundado em Chicago em junho de 1905 em uma convenção de duzentos socialistas, anarquistas e sindicalistas radicais de todos os Estados Unidos (principalmente a Federação Ocidental de Mineiros) que se opunham às políticas. da AFL.

## Pânico Vermelho, propaganda pelo ato e o período das Guerras Mundiais
Isso foi numa época em que centenas, senão milhares, de trabalhadores em greve morreram nas mãos de policiais e guardas armados, e nos quais quase cem eram mortos todos os dias em acidentes industriais. Embora os atos de terrorismo anarquista fossem excepcionais, eles desempenharam um papel vital na maneira como os americanos imaginavam o novo mundo do capitalismo industrial, fornecendo pistas precoces de que o surgimento da morganização não aconteceria sem uma resistência violenta vinda debaixo.

—Beverly Gage, 2009.

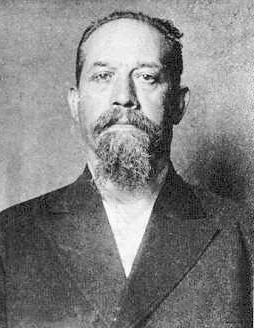
O anarquista ítalo-americano Luigi Galleani, cujos seguidores conhecidos como galeanos realizaram uma série de atentados a bomba e tentativas de assassinato de 1914 a 1932, no que viram como ataques a "tiranos" e "inimigos do povo"

O anarquismo individualista anti-organizacionalista italiano foi trazido para os Estados Unidos. por individualistas nascidos na Itália, como Giuseppe Ciancabilla e outros que defendiam a propaganda violenta da ação ali. O historiador anarquista George Woodcock relata o incidente em que o importante anarquista social italiano Errico Malatesta envolveu-se "em uma disputa com os anarquistas individualistas de Paterson, que insistiam que o anarquismo não implicava nenhuma organização e que todo homem deveria agir unicamente por seus impulsos. Por fim, em um barulhento debate, o impulso individual de um certo Ciancabilla o levou a atirar em Malatesta, que estava gravemente ferido, mas se recusou obstinadamente a nomear seu agressor ". Alguns anarquistas, como Johann Most, já estavam defendendo na divulgação de atos violentos de retaliação contra os contra-revolucionários porque "pregamos não apenas a ação em si mesma, mas também a ação como propaganda". Na década de 1880, pessoas dentro e fora do movimento anarquista começaram a usar o slogan "propaganda pela ação" para se referir a ataques individuais e assassinatos direcionados a membros da classe dominante, incluindo regicidas e tiranicidas, em momentos em que tais ações poderiam angariar simpatia da população, como durante períodos de maior repressão governamental ou conflitos trabalhistas onde os trabalhadores foram mortos. De 1905 em diante, os camaradas russos desses anarquistas-comunistas anti-sindicalistas se tornam partidários do terrorismo econômico e das 'expropriações' ilegais ". O ilegalismo como prática emergiu e dentro dele "Os atos dos atiradores e assassinos anarquistas ("propaganda por ato") e dos assaltantes anarquistas ("reapropriação individual") expressaram seu desespero e sua rejeição pessoal e violenta de uma sociedade intolerável. Além disso, eles claramente foram feitos para serem convites exemplares à revolta ".
Em 6 de setembro de 1901, o anarquista americano Leon Czolgosz foi armado com um revólver calibre 32 Iver Johnson "Safety Automatic" ele havia comprado quatro dias antes e assassinou o presidente dos Estados Unidos, William McKinley. Depois que o júri deliberou por apenas uma hora, Czolgosz foi condenado em 24 de setembro de 1901. Em 26 de setembro, o júri recomendou por unanimidade a pena de morte e Czolgosz foi eletrocutado por três descargas, cada uma de 1800 volts, na prisão de Auburn em 29 de outubro de 1901, apenas 45 dias após a morte de sua vítima. Emma Goldman foi presa por suspeita de envolvimento no assassinato, mas foi libertada devido a evidências insuficientes. Mais tarde, ela recebeu muita publicidade negativa quando publicou "A Tragédia em Buffalo". No artigo, ela comparou Czolgosz a Marcus Junius Brutus, o assassino de Júlio César, e chamou McKinley de "presidente dos reis do dinheiro e magnatas de empresa fiduciárias". Outros anarquistas e radicais não estavam dispostos a apoiar o esforço de Goldman em ajudar Czolgosz, acreditando que ele havia prejudicado o movimento.
Luigi Galleani foi um anarquista italiano ativo nos Estados Unidos de 1901 a 1919, visto pelos historiadores como um anarco-comunista e um anarquista insurrecional. Ele é mais conhecido por sua defesa entusiástica da "propaganda pela ação", isto é, o uso da violência para eliminar "tiranos" e "opressores" e atuar como um catalisador para a derrubada das instituições governamentais existentes. De 1914 a 1932, os seguidores de Galleani nos Estados Unidos (conhecidos como galeanistas) realizaram uma série de atentados e tentativas de assassinato contra instituições e pessoas que eles viam como inimigos de classe. Depois que Galleani foi deportado dos Estados Unidos para a Itália em junho de 1919, seus seguidores teriam executado o atentado a Wall Street em 1920, que resultou na morte de 38 pessoas. Galleani se apresentou em reuniões anarquistas locais, atacou socialistas "tímidos", fez discursos de respiração e continuou a escrever ensaios e tratados polêmicos. O principal defensor da "propaganda pelo ato" nos Estados Unidos, Galleani foi o fundador e editor do boletim anarquista Cronaca Sovversiva (Crônica Subversiva), que ele publicou e enviou por correio dos escritórios de Barre. Galleani publicou o boletim anarquista por quinze anos até o governo dos Estados Unidos fechá-lo sob o Ato de Sedição de 1918. Galleani atraiu vários amigos e seguidores radicais conhecidos como "galeanistas", incluindo Frank Abarno, Gabriella Segata Antolini, Pietro Angelo, Pietro Angelo, Luigi Bacchetti, Mario Buda também conhecido como "Mike Boda", Carmine Carbone, Andrea Ciofalo, Ferrucio Coacci, Emilio Coda, Alfredo Conti, Nestor Dondoglio e também conhecido como "Jean Crones", Roberto Elia, Luigi Falzini, Frank Mandese, Riccardo Orciani, Nicola Recchi, Giuseppe Sberna, Andrea Salsedo, Raffaele Schiavina, Carlo Valdinoci e, principalmente, Nicola Sacco e Bartolomeo Vanzetti.

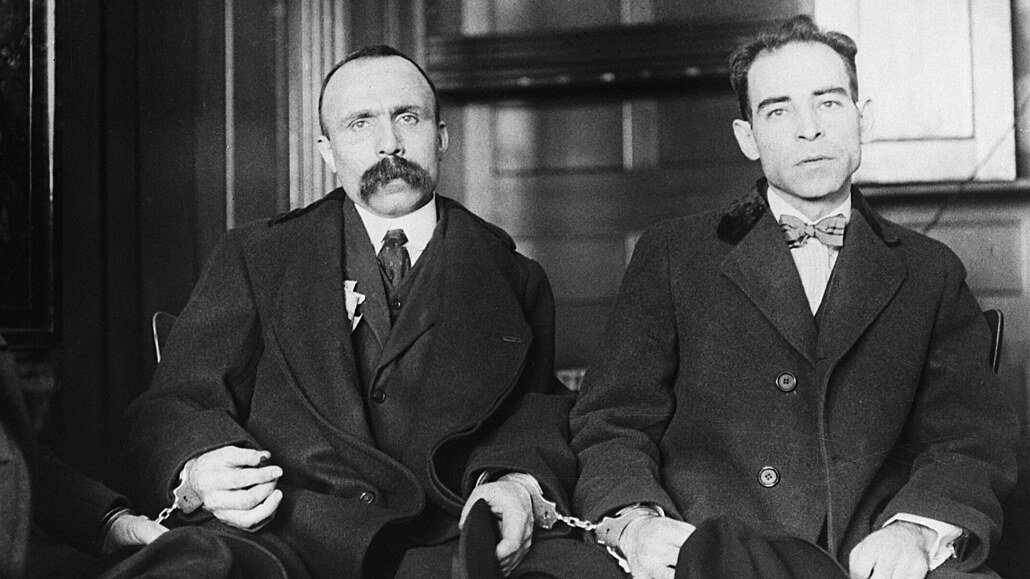
Bartolomeo Vanzetti (esquerda) e Nicola Sacco com algemas

Sacco e Vanzetti eram suspeitos de anarquistas que foram condenados por matar dois homens durante o assalto à mão armada de 1920 em uma fábrica de calçados em South Braintree, Massachusetts. Após um julgamento controverso e uma série de recursos, os dois imigrantes italianos foram executados em 23 de agosto de 1927. Desde suas mortes, a opinião crítica considerou esmagadoramente que os dois homens foram condenados em grande parte por suas crenças políticas anarquistas e executados injustamente. Em 1977, o governador de Massachusetts, Michael Dukakis, proclamou que Sacco e Vanzetti haviam sido injustamente julgados e condenados e que "qualquer desgraça deveria ser removida para sempre de seus nomes". Muitos socialistas e intelectuais famosos fizeram campanha por um novo julgamento sem sucesso. John Dos Passos veio a Boston para cobrir o caso como jornalista, ficou para escrever um panfleto chamado Facing the Chair, e foi preso em uma manifestação em 10 de agosto de 1927, junto com Dorothy Parker. Depois de ser presa enquanto fazia piquetes na Casa do Estado, Edna St. Vincent Millay apresentou seu caso pessoalmente ao governador e, em seguida, escreveu um apelo: "Eu imploro a você com um milhão de vozes: responda nossa dúvida ...Há necessidade em Massachusetts de um grande homem hoje à noite." Outros que escreveram para Fuller ou assinaram petições incluem; Albert Einstein, George Bernard Shaw e H. G. Wells. O presidente da Federação Americana do Trabalho citou "o longo período de tempo entre a prática do crime e a decisão final da Corte", bem como "a angústia mental e física pela qual Sacco e Vanzetti devem ter passado nos últimos sete anos" em um telegrama ao governador. Em agosto de 1927, a IWW pediu uma paralisação nacional de três dias para protestar contra as execuções pendentes. A resposta mais notável foi no distrito de carvão de Walsenburg, no Colorado, onde 1.132 dos 1.167 mineiros participaram, o que levou diretamente à greve do carvão de 1927 no Colorado. O anarquista italiano Severino Di Giovanni, um dos apoiadores mais vocais de Sacco e Vanzetti na Argentina, bombardeou a embaixada americana em Buenos Aires algumas horas depois que Sacco e Vanzetti foram condenados à morte. Alguns dias após as execuções, a viúva de Sacco agradeceu por seu apoio a Di Giovanni e acrescentou que o diretor da empresa de tabaco Combinados se ofereceu para produzir uma marca de cigarros chamada "Sacco & Vanzetti". Em 26 de novembro de 1927, Di Giovanni e outros bombardearam uma tabacaria Combinados.
As Escolas Modernas, também chamadas de Ferrer Schools, eram escolas dos EUA estabelecidas no início do século XX, inspiradas na Escuela Moderna de Francesc Ferrer i Guàrdia, educador, anarquista catalão e pedagogista. Elas eram uma parte importante dos movimentos anarquista, escolaridade gratuita, socialista e trabalhista nos EUA, com o objetivo de educar as classes trabalhadoras a partir de uma perspectiva secular e de classe consciente. As Escolas Modernas davam aulas acadêmicas diurnas para crianças e aulas noturnas de educação continuada para adultos. A primeira e mais notável das Escolas Modernas foi fundada na cidade de Nova York, em 1911, dois anos após a execução de Francesc Ferrer i Guàrdia por sedição na Espanha monarquista em 18 de outubro de 1909. Comumente chamado de Ferrer Center, foi fundado por anarquistas notáveis - incluindo Leonard Abbott, Alexander Berkman, Voltairine de Cleyre e Emma Goldman - primeiro encontro no  local de São Marcos, no Lower East Side de Manhattan, mas se mudou duas vezes para outro lugar, primeiro dentro de Lower Manhattan, depois para o Harlem. Além de Berkman e Goldman, o corpo docente do Ferrer Center incluía os pintores da Escola Ashcan, Robert Henri e George Bellows, e seus palestrantes convidados incluíam escritores e ativistas políticos como Margaret Sanger, Jack London e Upton Sinclair. A estudante Magda Schoenwetter lembrou que a escola usava métodos e equipamentos Montessori e enfatizava a liberdade acadêmica em vez de disciplinas fixas, como ortografia e aritmética. A revista Modern School começou originalmente como um boletim para os pais, quando a escola estava na cidade de Nova York, impressa com a impressora manual usada no ensino da impressão como profissão. Depois de se mudar para a Colônia de Stelton, Nova Jersey, o conteúdo da revista se expandiu para artigos de poesia, prosa, arte e educação libertária; o emblema da capa e os gráficos do interior foram projetados por Rockwell Kent. Reconhecendo o perigo urbano para a escola, os organizadores compraram 275.000 m² em Piscataway Township, Nova Jersey, e se mudaram para lá em 1914, tornando-se o centro da Colônia de Stelton. Além disso, além da cidade de Nova York, a Ferrer Colony and Modern School foi fundada (ca. 1910–1915) como uma comunidade baseada na escola moderna, que durou cerca de quarenta anos. Em 1933, James e Nellie Dick, que antes eram diretores da Escola Moderna de Stelton, fundou a Escola Moderna em Lakewood, Nova Jersey, que sobreviveu à Escola Moderna original, o Ferrer Center, tornando-se a última sobrevivente dessa escola, durando até 1958.

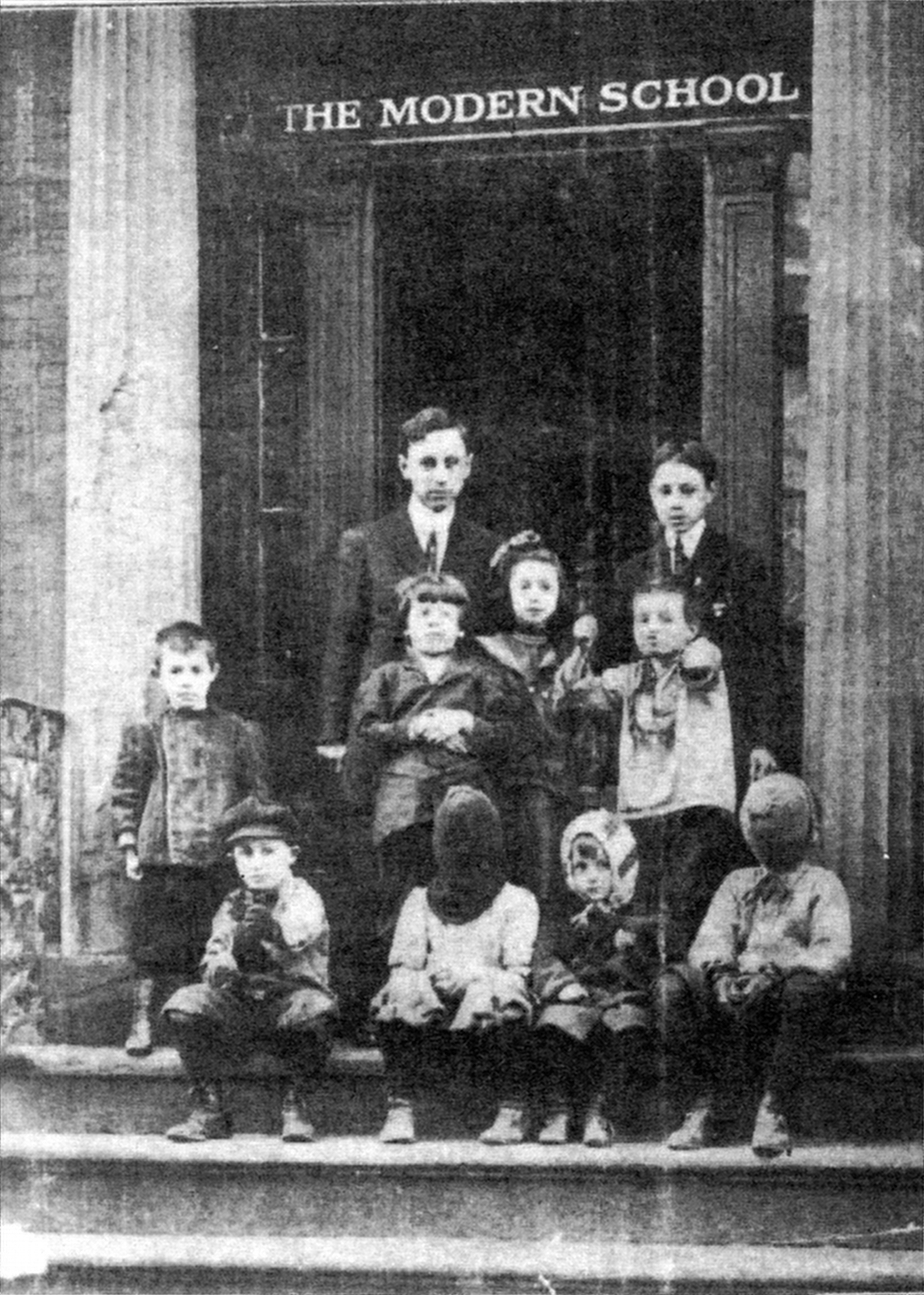
Esta fotografia da Escola Moderna de Nova York (por volta de 1911 a 1912, diretor Will Durant e alunos) foi a capa da primeira edição da revista The Modern School

Ross Winn (1871–1912) foi um escritor e editor anarquista americano do Texas, que atuava principalmente no sul dos Estados Unidos. Nascido em Dallas, Texas, Winn escreveu artigos para The Firebrand, um semanário de curta duração, mas renomado, de Portland, Oregon; The Rebel, um jornal anarquista publicado em Boston; e o Mother Earth. de Emma Goldman.. Winn começou seu primeiro trabalho, conhecido como Co-operative Commonwealth (Comunidade Cooperativa) Ele então editou e publicou Coming Era por um breve período em 1898 e, em seguida, em Winn's Freelance, em 1899. Em 1902, ele anunciou um novo artigo chamado Winn's Firebrand. Em 1901, Winn conheceu Emma Goldman em Chicago e encontrou nela uma aliada duradoura. Como ela escreveu em seu obituário, Emma "ficou profundamente impressionada com seu fervor e completo abandono à causa, tão diferente da maioria dos revolucionários americanos, que amam seu sossego e conforto extremamente bem para arriscar por seus ideais." Winn manteve uma correspondência com Goldman ao longo de sua vida, como fez com outros escritores anarquistas de destaque na época. Joseph Labadie, escritor e organizador de destaque em Michigan, foi outro amigo de Winn e contribuiu vários artigos para a Firebrand de Winn em seus últimos anos. Enrico Arrigoni (pseudônimo: Frank Brand) era um operador anarquista individualista da América Latina, pintor de casas, pedreiro, dramaturgo e ativista político influenciado pelo trabalho de Max Stirner. Na década de 1910, ele começou a se envolver em ativismo anarquista e antiguerra em torno de Milão. De 1910 a 1920, participou de atividades anarquistas e revoltas populares em vários países, incluindo Suíça, Alemanha, Hungria, Argentina e Cuba. Ele viveu a partir da década de 1920 na cidade de Nova York e lá editou o diário eclético anarquista individualista Eresia em 1928. Ele também escreveu para outras publicações anarquistas americanas como L'Adunata dei refrattari, Cultura Obrera, Controcorrente e Intessa Libertaria. Durante a Guerra Civil Espanhola, ele foi lutar com os anarquistas, mas foi preso e foi ajudado, em sua libertação, por Emma Goldman. Posteriormente, Arrigoni tornou-se um membro de longa data do Libertarian Book Club em Nova York. Vanguard: A Libertarian Communist Journal era uma revista política e teórica anarquista mensal, com sede na cidade de Nova York, publicada entre abril de 1932 e julho de 1939, e editada por Samuel Weiner, entre outros. A Vanguard começou como um projeto do Grupo Vanguard, composto por membros do coletivo editorial do jornal Road to Freedom, além de membros do grupo Friends of Freedom. Seu subtítulo inicial era  "An Anarchist Youth Publication" (Uma publicação juvenil anarquista), mas mudou para "A Libertarian Communist Journal" (Um jornal comunista libertário) após a edição 1. Em várias questões, a Vanguard se tornaria uma caixa de ressonância central para o movimento anarquista internacional, incluindo relatórios de desenvolvimentos durante a Revolução Espanhola, bem como relatórios de movimento de Augustin Souchy e Emma Goldman.
Outras tendências também estavam presentes nos círculos anarquistas americanos. Como tal, o anarco-sindicalista americano Sam Dolgoff mostra algumas das críticas que algumas pessoas de outras correntes anarquistas da época tinham. Falando da vida na Colônia de Stelton, em Nova York, na década de 1930, observou com desdém que, "como outras colônias, foi infestada por vegetarianos, naturistas, nudistas e outros cultistas, que desviou os verdadeiros objetivos anarquistas". Um morador "sempre andava descalço, comia alimentos crus, principalmente nozes e passas, e se recusava a usar um trator, se opunha a máquinas, e não queria abusar de cavalos, então ele mesmo arou a terra". Esses anarquistas autoproclamados eram na realidade "anarquistas de carona", disse Dolgoff, "que se opunham à organização e queriam voltar a uma vida mais simples". Em uma entrevista com Paul Avrich antes de sua morte, Dolgoff também resmungou: "Estou cansado desses artistas e poetas mimados que se opõem à organização e querem apenas ficar sentados olhando para o nada".

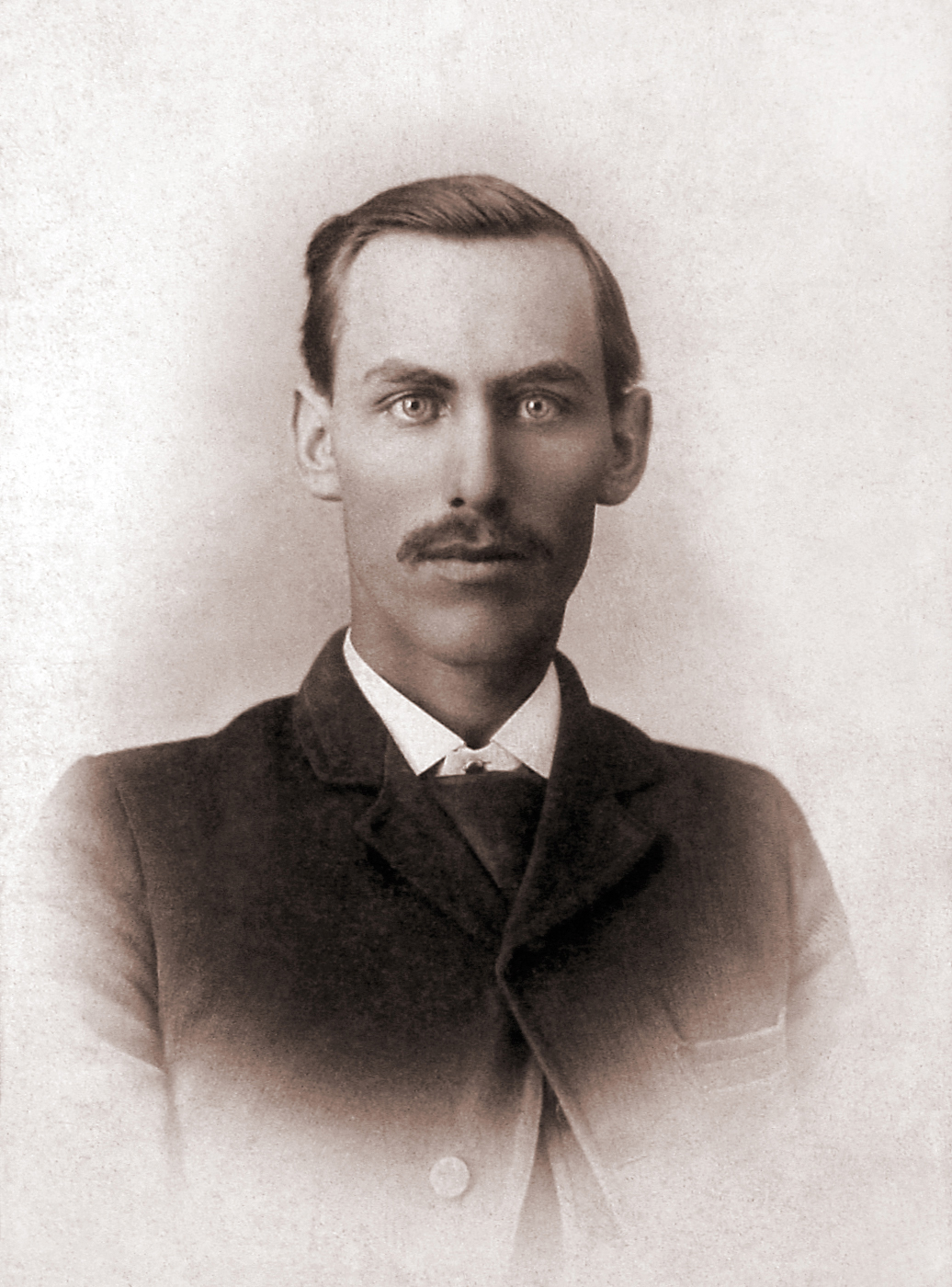
Ross Winn, Anarquista texano principalmente ativo no sul dos Estados Unidos

O procurador-geral Alexander Mitchell Palmer e J. Edgar Hoover, chefe da Divisão de Inteligência Geral do Departamento de Justiça dos EUA, pretendiam usar o Ato de Exclusão Anarquista de 1918 para deportar quaisquer não cidadãos que pudessem identificar como defensores da anarquia ou revolução. Escreveu Hoover enquanto "Emma Goldman e Alexander Berkman",  estavam na prisão.  "Eles são, sem dúvida, dois dos anarquistas mais perigosos do país e o retorno à comunidade resultará em danos indevidos". Em sua audiência de deportação em 27 de outubro, ela se recusou a responder perguntas sobre suas crenças, alegando que sua cidadania americana invalidava qualquer tentativa de deportação sob a Lei Anarquista de Exclusão, que só poderia ser aplicada contra não cidadãos dos EUA. declaração escrita: "Hoje, os chamados alienígenas são deportados. Amanhã os nativos americanos serão banidos. Alguns patriotas já estão sugerindo que exilados filhos de nativos americanos para quem a democracia é um ideal sagrado". O Departamento do Trabalho incluiu Goldman e Berkman entre os 249 estrangeiros deportados em massa, principalmente pessoas com apenas associações vagas com grupos radicais que foram movidos rapidamente em incursões do governo em novembro.
Goldman e Berkman viajaram pela Rússia durante o período da Guerra civil russa após a revolução russa e encontraram repressão, má administração e corrupção, em vez da igualdade e do empoderamento dos trabalhadores com os quais sonhavam. Eles se encontraram com Vladimir Lenin, que garantiu que as vezes a supressão do governo das liberdades de imprensa era justificada. Ele disse-lhes: "Não pode haver liberdade de expressão em um período revolucionário". Berkman estava mais disposto a perdoar as ações do governo em nome da "necessidade histórica", mas acabou se juntando a Goldman na oposição à autoridade do estado soviético. Depois de uma curta viagem a Estocolmo, eles se mudaram para Berlim por vários anos; durante esse período, ela concordou em escrever uma série de artigos sobre seu tempo na Rússia para o jornal de Joseph Pulitzer, o New York World. Mais tarde, estes foram coletados e publicados em forma de livro como Minha Desilusão na Rússia (1923) e Minha Desilusão Adicional na Rússia (1924). Os títulos desses livros foram adicionados pelos editores por serem cintilantes e Goldman protestou, embora em vão. Em julho de 1936, a Guerra Civil Espanhola começou após uma tentativa de golpe de Estado por partes do Exército Espanhol contra o governo da Segunda República Espanhola. Ao mesmo tempo, os anarquistas espanhóis, lutando contra as forças nacionalistas, iniciaram uma revolução anarquista. Goldman foi convidada para Barcelona e imediatamente, como ela escreveu para sua sobrinha, "o peso esmagador que estava pressionando meu coração desde a morte de Sasha me deixou como por mágica". Ela foi recebida pelas organizações da Confederação Nacional do Trabalho (CNT) e Federación Anarquista Ibérica (FAI), e pela primeira vez em sua vida viveu em uma comunidade dirigida por e para anarquistas, de acordo com os verdadeiros princípios anarquistas. "Em toda a minha vida", ela escreveu mais tarde, "eu não encontrei tanta hospitalidade, camaradagem e solidariedade". Depois de visitar uma série de coletivos na província de Huesca, ela disse a um grupo de trabalhadores: "Sua revolução destruirá para sempre [a noção] de que o anarquismo representa o caos". Começou a editar o Boletim Informativo semanal da CNT-FAI e respondeu às cartas em inglês.
O primeiro americano de destaque a revelar sua homossexualidade foi o poeta Robert Duncan. Isso ocorreu quando, em 1944, usando seu próprio nome na revista anarquista Politics, ele escreveu que os homossexuais eram uma minoria oprimida. Duncan acreditava que outros meios além da revolução poderiam fornecer um remédio apropriado: a vida poderia ser reimaginada. Como a arte simboliza a capacidade do indivíduo livre de reimaginar o mundo, Duncan, como o poeta-filósofo anarquista inglês Herbert Read antes dele, o considerava o principal meio de produzir saúde social.
A Segunda Ameaça Vermelha atrofiou o desenvolvimento do estado de bem-estar social norte-americano. Nas décadas de 1940 e 1950, conservadores dentro e fora do governo usaram as preocupações sobre espionagem soviética para removerem do serviço público muitos oficiais que defendiam políticas regulatórias e redistributivas pensadas para fortalecer a democracia. […] Para além de sua bem conhecida violação das liberdades civis e destruição de carreiras, a Segunda Ameaça Vermelha conteve o potencial social-democrata do New Deal através de seu impacto sobre os formuladores das políticas [públicas e sociais] que procuravam mitigar as tendências antidemocráticas do capitalismo desregulado.

## Período pós-Segunda Guerra Mundial

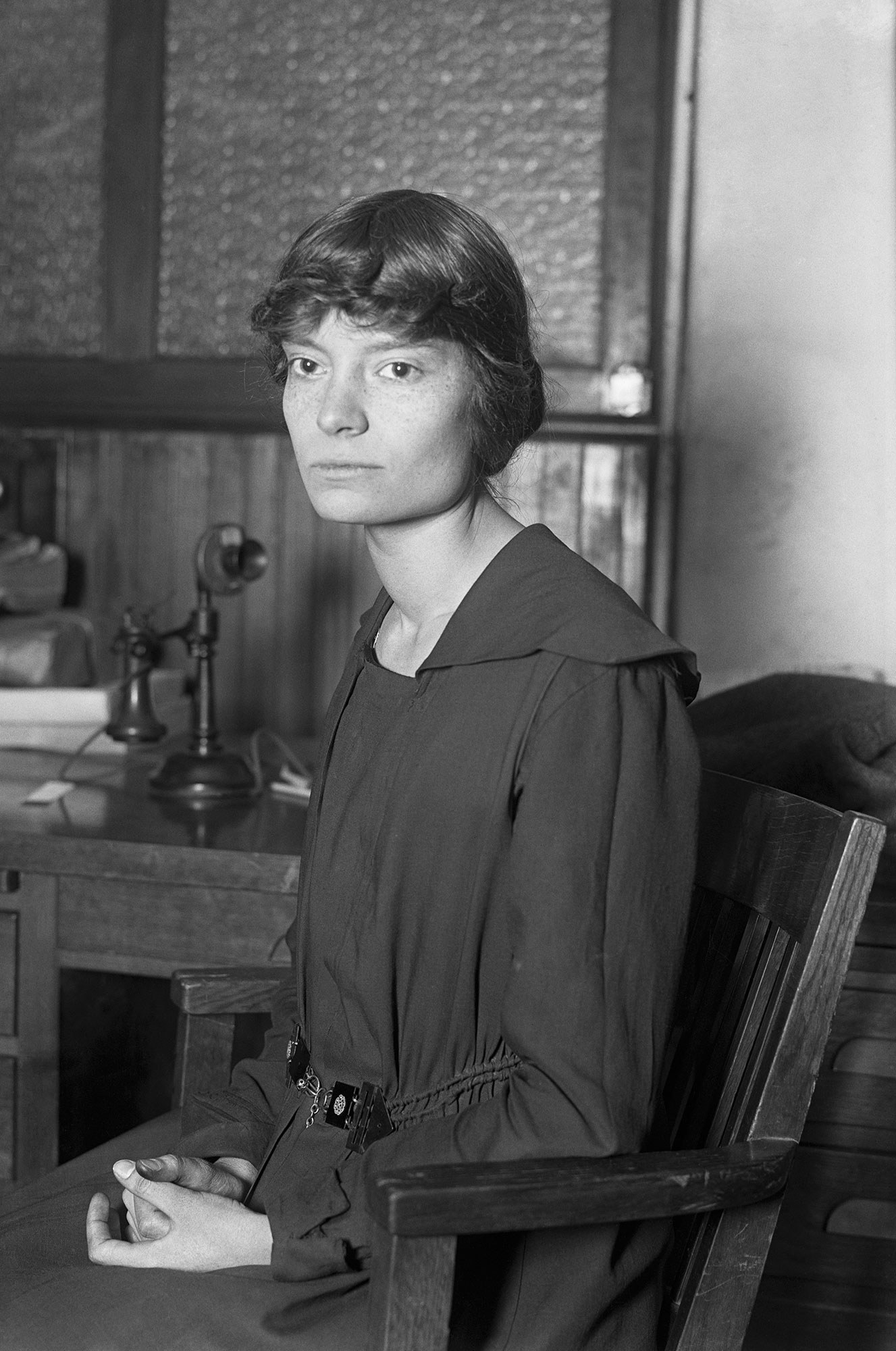
Dorothy Day, anarquista cristã americana e anarco-pacifista

Uma corrente anarco-pacifista americana se desenvolveu nesse período, bem como uma corrente anarquista cristã relacionada. Para Andrew Cornell "Muitos jovens anarquistas deste período partiram das gerações anteriores, adotando o pacifismo e dedicando mais energia à promoção da cultura de vanguarda, preparando o terreno para a geração Beat no processo. Os editores da revista anarquista Retort, por exemplo, produziram um volume de escritos de resistores da Segunda Guerra Mundial presos em Danbury, Connecticut, enquanto publicavam regularmente a poesia e a prosa de escritores como Kenneth Rexroth e Norman Mailer.  Entre as décadas de 1940 e 1960, o movimento pacifista radical nos Estados Unidos abrigou social-democratas e anarquistas, numa época em que o próprio movimento anarquista parecia dar seus últimos suspiros." Como tal, o anarquismo influenciou escritores associados à Beat Generation, como Allen Ginsberg e Gary Snyder.
O anarcopacifismo é uma tendência dentro do movimento anarquista que rejeita o uso da violência na luta pela mudança social. As principais influências iniciais foram o pensamento de Henry David Thoreau e Leo Tolstoi, enquanto mais tarde as ideias de Mohandas Gandhi ganharam importância. Ele se desenvolveu "principalmente na Holanda, Grã-Bretanha e Estados Unidos, antes e durante a Segunda Guerra Mundial. Dorothy Day (1897–1980) era jornalista americana, ativista social e devota católica convertida; ela defendia a teoria econômica católica do distributismo. Ela também foi considerada uma anarquista , e não hesitou em usar o termo. Nos anos 30, Day trabalhou em estreita colaboração com o colega ativista Peter Maurin para estabelecer o movimento dos Trabalhadores Católicos, um movimento pacifista não-violento que continua combinando a ajuda direta aos pobres e sem-teto com uma ação direta não-violenta em seu nome. A causa da canonização de Day está aberta na Igreja Católica.
Ammon Hennacy (1893-1970) foi um pacifista americano, anarquista cristão, vegetariano, ativista social, membro do Movimento dos Trabalhadores Católicos e um Wobbly. Ele praticou a resistência fiscal e estabeleceu a Joe Hill House of Hospitality em Salt Lake City, Utah.
O anarquismo continuou a influenciar importantes personalidades literárias e intelectuais americanas da época, como Paul Goodman, Dwight Macdonald, Allen Ginsberg, Leopold Kohr, Judith Malina, Julian Beck e John Cage. Paul Goodman era um sociólogo, poeta, escritor, anarquista e intelectual público americano. Goodman agora é lembrado principalmente como o autor de Growing Up Absurd (1960) e um ativista da esquerda pacifista na década de 1960 e uma inspiração para o movimento estudantil da época. Ele é menos lembrado como co-fundador da Gestalt Therapy nas décadas de 40 e 50. Em meados da década de 1940, juntamente com C. Wright Mills, ele contribuiu para a política, a revista editada durante a década de 1940 por Dwight Macdonald. Em 1947, ele publicou dois livros, Kafka's Prayer e Communitas, um estudo clássico de design urbano em co-autoria com seu irmão Percival Goodman.

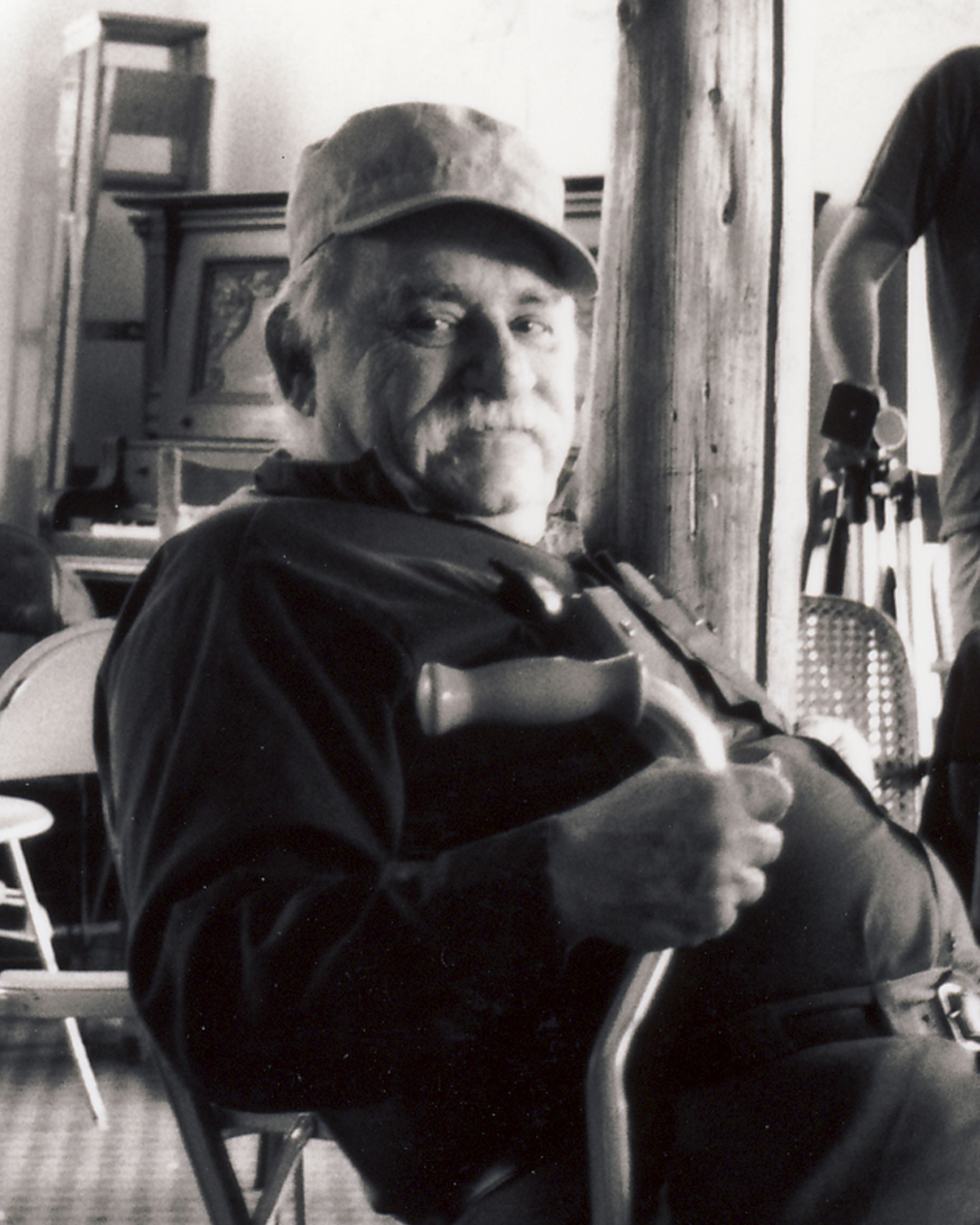
Murray Bookchin, teórico pioneiro do movimento ambientalista americano

O anarquismo mostrou-se influente também no início do movimento ambientalista nos Estados Unidos. Leopold Kohr (1909–1994) foi um economista, jurista e cientista político conhecido tanto por sua oposição ao "culto à grandeza" na organização social quanto como um dos que inspiraram o movimento Small Is Beautiful, principalmente por meio de seu trabalho mais influente The Breakdown of Nations (Repartição das Nações). Kohr foi uma inspiração importante para os movimentos verde, biorregional, Quarto Mundo, descentralista e anarquista, Kohr contribuiu frequentemente para o "journal for the Fourth World" (diário para o quarto mundo) de John Papworth, o ressurgimento. Um dos alunos de Kohr foi o economista E. F. Schumacher, outra influência importante nesses movimentos, cujo livro best-seller Small Is Beautiful recebeu o título de um dos princípios fundamentais de Kohr. Da mesma forma, suas ideias inspiraram os livros de Kirkpatrick Sale, Human Scale (1980) e Dwellers in the Land: The Bioregional Vision (1985).  Em 1958, Murray Bookchin se definiu como um anarquista, vendo paralelos entre anarquismo e ecologia. Seu primeiro livro, Our Synthetic Environment, foi publicado sob o pseudônimo de Lewis Herber em 1962, alguns meses antes da Silent Spring, de Rachel Carson. O livro descreveu uma ampla gama de problemas ambientais, mas recebeu pouca atenção por causa de seu radicalismo político. Seu ensaio inovador  "Ecology and Revolutionary Thought" (Ecologia e pensamento revolucionário) introduziu a ecologia como um conceito na política radical. Em 1968, ele fundou outro grupo que publicou a influente revista Anarchos, que publicou esse e outros ensaios inovadores sobre a pós-escassez e tecnologias ecológicas, como energia solar e eólica, e sobre descentralização e miniaturização. Palestrante nos Estados Unidos, ele ajudou a popularizar o conceito de ecologia para a contracultura. O anarquismo pós-escassez é uma coleção de ensaios escritos por Murray Bookchin e publicados pela primeira vez em 1971 por Ramparts Press. Ele descreve a possível forma que o anarquismo pode assumir em condições de pós-escassez. É uma das principais obras de Bookchin, e sua tese radical provocou polêmica por ser utópica e messiânica em sua fé no potencial libertador da tecnologia. Bookchin argumenta que as sociedades pós-industriais também são sociedades pós-escassez e, portanto, pode imaginar "o cumprimento das potencialidades sociais e culturais latentes em uma tecnologia de abundância".
A autoadministração da sociedade é agora possibilitada pelo avanço tecnológico e, quando a tecnologia é usada de maneira ecologicamente sensível, o potencial revolucionário da sociedade mudará muito.
Em 1982, seu livro The Ecology of Freedom teve um impacto profundo no movimento ecológico emergente, tanto nos Estados Unidos quanto no exterior. Ele foi uma figura principal nos Burlington Greens de 1986 a 1990, um grupo de ecologia que concorreu a candidatos ao conselho da cidade em um programa para criar a democracia da vizinhança. Em From Urbanization to Cities (originalmente publicado em 1987 como The Rise of Urbanization and the Decline of Citizenship), Bookchin traçou as tradições democráticas que influenciaram sua filosofia política e definiu a implementação do conceito de municipalismo libertário. Alguns anos depois, The Politics of Social Ecology, escrito por sua parceira de 20 anos, Janet Biehl, resumiu brevemente essas ideias.

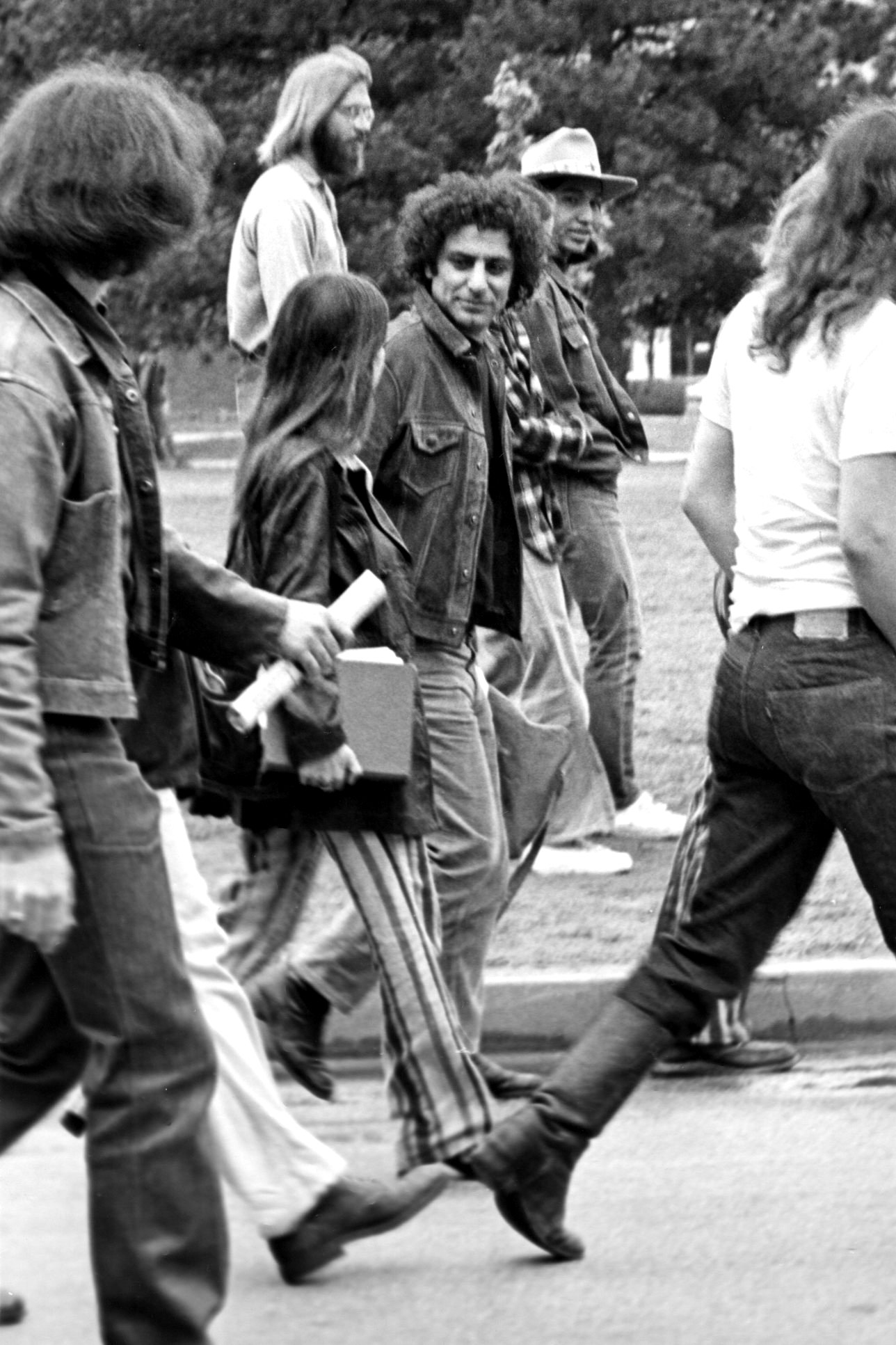
Abbie Hoffman, líder anarquista dos Yippies em visita à Universidade de Oklahoma, por volta de 1969

A Liga Libertária foi fundada em Nova York em 1954 como uma organização política baseada no Libertarian Book Club. Os membros incluíram Sam Dolgoff, Russell Blackwell, Dave Van Ronk, Enrico Arrigoni e Murray Bookchin. Seu princípio central, declarado em seu periódico Views and Comments, era "liberdade igual para todos em uma sociedade socialista livre". As sucursais da Liga foram abertas em várias outras cidades americanas, incluindo Detroit e San Francisco. Foi dissolvida no final da década de 1960. Sam Dolgoff (1902–1990) era anarquista e anarco-sindicalista russo-americano. Depois de ser expulso da Liga Socialista dos Jovens, Dolgoff ingressou nos  Industrial Workers of the World em 1922 e permaneceu um membro ativo a vida inteira, desempenhando um papel ativo no movimento anarquista por grande parte do século. Ele foi co-fundador da revista Libertarian Labour Review, que mais tarde foi renomeada Anarcho-Syndicalist Review. Na década de 1930, ele era membro do conselho editorial da Revolução Espanhola, uma publicação mensal americana que informava sobre a maior organização trabalhista espanhola que participava da Guerra Civil Espanhola. Entre seus livros estavam Bakunin on Anarchy, The Anarchist Collives: Self-Management of Workers in the Revolution Espanhol, 1936–1939, and The Cuban Revolution (Black Rose Books, 1976), uma denúncia da vida cubana sob Fidel Castro ".
O anarquismo foi influente na contracultura da década de 1960 e anarquistas participaram ativamente das revoltas de estudantes e trabalhadores no final dos anos sessenta. A Nova Esquerda nos Estados Unidos também incluiu grupos radicais anarquistas, contraculturais e hippies, como os Yippies, liderados por Abbie Hoffman e os  Black Mask/Up Against the Wall Motherfuckers. Para David Graeber: "À medida que a SDS se dividia em facções maoístas, grupos como os Diggers e Yippies (fundados em 68) adotaram a primeira opção. Muitos eram explicitamente anarquistas e, certamente, o final dos anos 60 se voltou para a criação de coletivos autônomos e o desenvolvimento institucional foi diretamente dentro da tradição anarquista, enquanto a ênfase no amor livre, nas drogas psicodélicas e na criação de formas alternativas de prazer estava diretamente na tradição boêmia com a qual o anarquismo euro-americano sempre esteve pelo menos tangencialmente alinhado ". No final de 1966, os Diggers abriram lojas gratuitas que simplesmente doavam seu estoque, forneciam comida de graça, distribuíam drogas gratuitas, doavam dinheiro, organizavam concertos de música gratuitos e realizavam obras de arte política. Os Diggers receberam o nome dos originais Diggers ingleses liderados por Gerrard Winstanley e procurou criar uma mini-sociedade livre de dinheiro e capitalismo. Por outro lado, os yippies empregavam gestos teatrais, como lançar um porco ("Pigasus, o Imortal") como candidato a presidente em 1968, para zombar do status quo social. Eles foram descritos como um grupo altamente teatral, anti-autoritário e anarquista movimento juvenil de "política simbólica". Como eram conhecidos pelo teatro de rua e pelas brincadeiras com temas políticos, muitos da esquerda da "velha escola" os ignoraram ou condenaram. Segundo a ABC News, "o grupo era conhecido pelas brincadeiras de teatro de rua e já foi chamado de 'marxistas de Groucho'. Na década de 1960, a anarquista cristã Dorothy Day recebeu elogios de líderes da contracultura como Abbie Hoffman, que a caracterizou como a primeira hippie, uma descrição da qual Day aprovou.
Outra personalidade influente no anarquismo americano foi Noam Chomsky. Chomsky se descreveu como um anarco-sindicalista. Ele é membro da Campanha pela Paz e Democracia e o sindicato internacional dos Trabalhadores Industriais do Mundo. Desde a década de 1960, ele se tornou amplamente conhecido como dissidente político, anarquista, e um intelectual socialista libertário. Após a publicação de seus primeiros livros sobre linguística, Chomsky tornou-se um crítico proeminente da Guerra do Vietnã e, desde então, continuou a publicar livros de crítica política. Ele se tornou conhecido por suas críticas à política externa dos EUA, capitalismo de estado e a grande mídia. Suas críticas à mídia incluem Manufacturing Consent: The Political Economy of the Mass Media (1988), co-escrita com Edward S. Herman, uma análise que articula a teoria do modelo de propaganda para examinar a mídia.

## Final do século XX e tempos contemporâneos

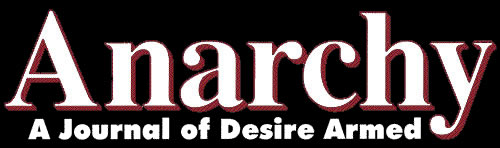
Logo of Anarchy: A Journal of Desire Armed, influential contemporary American anarchist publication

Andrew Cornell relata que "Sam Dolgoff e outros trabalharam para revitalizar os Trabalhadores Industriais do Mundo (IWW), ao lado de novas formações sindicalistas como o grupo Resurgence, com sede em Chicago, e o Root & Branch, em Boston; O Fifth Estate se baseou fortemente no pensamento ultra-esquerdista francês e começou a perseguir uma crítica da tecnologia até o final da década.  Enquanto isso, a Federação Anarquista Revolucionária Social conectou indivíduos e círculos em todo o país por meio de um boletim mensal mimeografado. Tão influente quanto o ambiente anarquista que se formou nas décadas que se seguiram, no entanto, foram os esforços do Movement for a New Society (Movimento por uma Nova Sociedade), uma rede nacional de coletivos pacifistas radicais feministas que existiram de 1971 a 1988 ". David Graeber relata que no final dos anos 70 no nordeste "A principal inspiração para ativistas antinucleares - pelo menos a principal inspiração organizacional - veio de um grupo chamado Movement for a New Society (MNS), com sede na Filadélfia. O MNS foi liderado por um ativista dos direitos dos gays chamado George Lakey, que - como vários outros membros do grupo - era tanto anarquista quanto  Quaker ... Muitos dos que agora se tornaram características padrão do processo formal de consenso - o princípio de que o facilitador nunca deve agir como uma parte interessada no debate, por exemplo, ou a ideia do "bloco" - foi divulgada pela primeira vez pelos treinamentos do MNS na Filadélfia e Boston." Para Andrew Cornell, "o MNS popularizou a tomada de decisões por consenso, apresentou o método de organização do conselho de ativistas para os ativistas nos Estados Unidos e foi um dos principais defensores de uma variedade de práticas - vida em comunidade, desaprovação de comportamento opressivo, criação de empresas de propriedade cooperativa - que agora são frequentemente incluídos na rubrica de política prefigurativa".
Fredy Perlman era um autor, editor e militante americano naturalizado, nascido na República Tcheca. Seu trabalho mais popular, o livro Against His-Story, Against Leviathan !, detalha a ascensão da dominação estatal com uma recontagem da história através da metáfora hobbesiana do Leviatã. O livro continua sendo uma importante fonte de inspiração para as perspectivas anticivilizatórias no anarquismo contemporâneo, principalmente no pensamento do filósofo John Zerzan. Zerzan é um filósofo e autor anarquista e primitivista americano. Seus cinco livros principais são Elements of Recusal (1988), Future Primitive e Other Essays (1994), Running on Vacuum (2002), Against Civilization: Readings and Reflections (2005) e Twilight of the Machines (2008). Zerzan foi um dos editores da Anarquia Verde, um controverso diário do pensamento anarco-primitivista e anarquista insurrecional. Ele também é o apresentador da Rádio Anarchy em Eugene na estação de rádio KWVA da Universidade de Oregon.Ele também atuou como editor colaborador da Anarchy Magazine e foi publicado em revistas como a AdBusters.
The Match! é uma revista ateu/anarquista publicada desde 1969 em Tucson, Arizona. The Match! é editado, publicado e impresso por Fred Woodworth.The Match! é publicado irregularmente; novos problemas geralmente aparecem uma ou duas vezes por ano. Mais de 100 edições foram publicadas até o momento. Green Anarchy (Anarquia Verde) era uma revista publicada por um coletivo localizado em Eugene, Oregon. Havia uma circulação de 8.000, parcialmente em prisões, os assinantes da prisão recebiam cópias gratuitas de cada edição, conforme declarado na revista. O autor John Zerzan foi um dos editores da publicação. O Fifth Estate é um periódico americano com sede em Detroit, estabelecido em 1965, mas com funcionários remotos na América do Norte. Seu coletivo editorial às vezes tem opiniões divergentes sobre os tópicos abordados pela revista, mas geralmente compartilha perspectivas anarquistas e anti-autoritárias e uma abordagem não dogmática e orientada para a ação para mudar. O título implica que o periódico é uma alternativa ao quarto estado (jornalismo impresso tradicional). Fifth Estate é frequentemente citado como a publicação anarquista de língua inglesa mais antiga da América do Norte, embora isso às vezes seja contestado, uma vez que se tornou explicitamente anti-autoritário em 1975, após dez anos de publicação como parte do movimento Underground Press da década de 1960. Anarchy: A Journal of Desire Armed é uma revista anarquista norte-americana e foi uma das publicações anarquistas mais populares da América do Norte nas décadas de 1980 e 1990. Suas influências podem ser descritas como uma gama de anarquismo pós-esquerda e várias tensões de anarquismo insurrecional e, às vezes, primitivismo. Foi fundado por membros da Columbia Anarchist League of Columbia, Missouri, e continuou a ser publicado por quase quinze anos, eventualmente sob o único controle editorial de Jason McQuinn (que inicialmente usava o pseudônimo "Lev Chernyi"), antes de se mudar brevemente. à cidade de Nova Yorque em 1995, a ser publicada pelos membros do coletivo Autonomedia. O desaparecimento do distribuidor independente Fine Print quase matou a revista, necessitando de seu retorno ao coletivo da Columbia após apenas duas edições. Permaneceu na Colômbia de 1997 a 2006. Em 2006, é publicado semestralmente por um grupo sediado em Berkeley, Califórnia. A revista é conhecida por liderar a crítica da anarquia pós-esquerda ("beyond the confines of ideology" além dos limites da ideologia), articulada por escritores como Hakim Bey, Lawrence Jarach, John Zerzan, Bob Black e Wolfi Landstreicher (anteriormente Feral Faun / Feral Ranter) entre outros noms de plume).

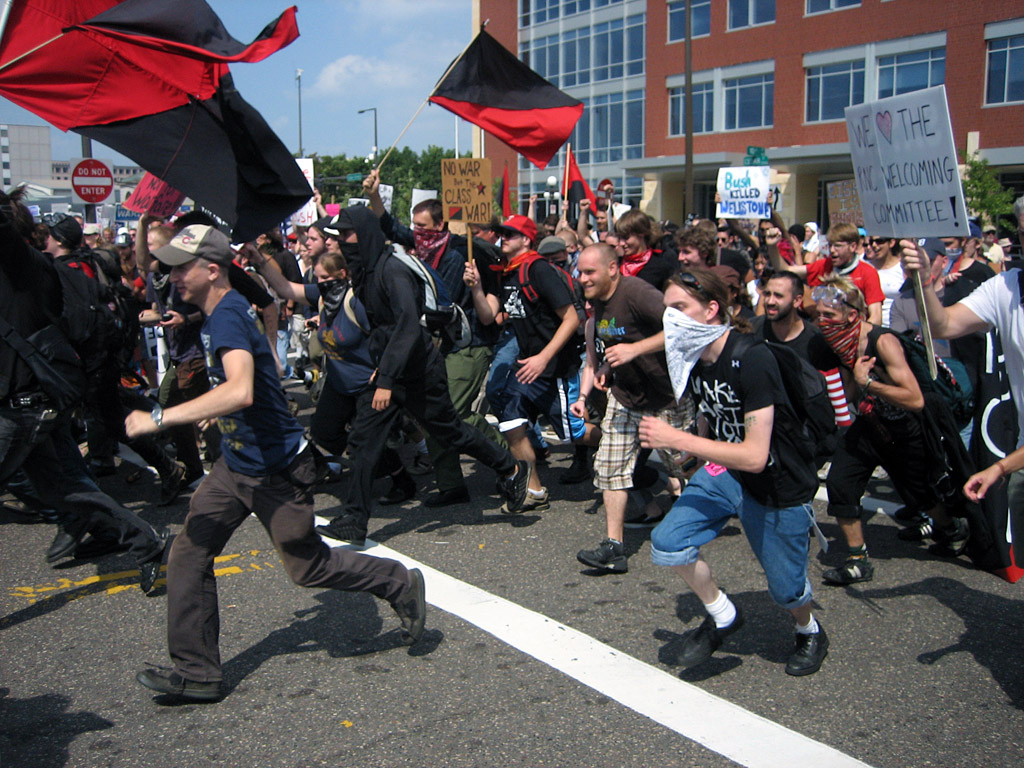
Anarquistas americanos nos protestos da Convenção Nacional Republicana de 2008 em St. Paul, Minnesota

Os anarquistas se tornaram mais visíveis na década de 1980, como resultado de publicações, protestos e convenções. Em 1980, o Primeiro Simpósio Internacional de Anarquismo foi realizado em Portland, Oregon. Em 1986, a conferência Haymarket Remembered foi realizada em Chicago, para observar o centenário do infame revolta de Haymarket. Esta conferência foi seguida por convenções continentais anuais em Minneapolis (1987), Toronto (1988) e San Francisco (1989). No final do século XX, houve um ressurgimento dos ideais anarquistas nos Estados Unidos. Na década de 1980, o anarquismo ficou ligado ao Okupa/centros sociais como C-Squat e ABC No Rio, ambos na cidade de Nova York. O instituto de estudos anarquistas é uma organização sem fins lucrativos fundada por Chuck W. Morse, seguindo a escola de pensamento anarquista-comunista, em 1996, para ajudar escritores anarquistas e desenvolver ainda mais os aspectos teóricos do movimento anarquista. Em 1984, a Workers Solidarity Alliance foi fundada como uma organização política anarco-sindicalista que publicou Ideias e Ação e foi afiliada à Associação Internacional dos Trabalhadores (IWA-AIT), uma federação internacional de sindicatos e grupos anarco-sindicalistas.
No final dos anos 80, Love and Rage começou como jornal e, em 1991, expandiu-se para uma federação continental. Trouxe novas ideias para a corrente principal do movimento, como o privilégio dos brancos e novas pessoas, incluindo anti-imperialistas e ex-membros da Liga Socialista Revolucionária Trotskista. Ele entrou em colapso em 1998, em meio a divergências sobre os princípios de justiça racial da organização e a viabilidade do anarquismo. Love and Rage envolveu centenas de ativistas em todo o país no seu auge e incluiu uma seção sediada na Cidade do México, Amor Y Rabia, que publicou um jornal com o mesmo nome. O anarquismo contemporâneo, com sua mudança de foco da opressão baseada na classe para todas as formas de opressão, começou a lidar com a opressão baseada na raça nos anos 90 com os anarquistas negros Lorenzo Ervin e Kuwasi Balagoon, o periódico Race Traitor e organizações de construção de movimento, incluindo Love and Rage, Anarchist People of Color, Black Autonomy, e Bring the Ruckus.
Em meados dos anos 90, uma tendência anarquista insurrecional também emergiu nos Estados Unidos, absorvendo principalmente influências do sul da Europa. CrimethInc., é um coletivo anarquista descentralizado de células autônomas. CrimethInc. surgiu durante esse período inicialmente como o hardcore punk zine Inside Front, e começou a operar como um coletivo em 1996. Desde então, publicou artigos e zines amplamente lidos para o movimento anarquista e distribuiu pôsteres e livros de sua própria publicação. Desde então, publicou artigos e zines amplamente lidos para o movimento anarquista e distribuiu pôsteres e livros de sua própria publicação.
As células CrimethInc. publicaram livros, lançaram registros e organizaram campanhas nacionais contra a globalização e a democracia representativa em favor da organização radical da comunidade.
Os anarquistas americanos tornaram-se cada vez mais visíveis nos protestos, principalmente por meio de uma tática conhecida como Black Bloc. Os anarquistas dos EUA se tornaram mais proeminentes como resultado dos protestos anti-OMC em Seattle. Common Struggle(Luta Comum) - Libertarian Communist Federation(Federação Comunista Libertária) ou Lucha Común - Federación Comunista Libertaria (antiga North Eastern Federation of Anarchist Communists (NEFAC) ou the Fédération des Communistes Libertaires du Nord-Est) era uma organização comunista plataformista/ anarquista sediada na região nordeste da Estados Unidos, fundada em 2000 em uma conferência em Boston após os protestos da Organização Mundial do Comércio em 1999 em Seattle.. Após meses de discussão entre ex-afiliados do Círculo Anarquista Atlântico e ex-membros do Love and Rage nos Estados Unidos e ex-membros do coletivo do jornal Demanarchie na cidade de Quebec. Fundada como uma federação bilíngue de língua francesa e inglesa com grupos de membros e apoiadores no nordeste dos Estados Unidos, sul de Ontário e província de Quebec, a organização se separou em 2008. Os membros de Québécoise se reorganizaram como o Union Communiste Libertaire (UCL) e os membros dos EUA mantiveram o nome NEFAC, antes de mudar para Common Struggle em 2011, antes de se unir à Federação Anarquista de Black Rose. Ex-membros com sede em Toronto ajudaram a fundar uma organização de plataforma baseada em Ontário conhecida como Common Cause.
Murray Bookchin, permaneceu um anti-capitalista radical defensor da descentralização da sociedade. Na década de 1990 fundou o municipalismo libertário influenciado por autores como Ayn Rand.  A teoria emergente de Bookchin de "municipalismo libertário", escreve Biehl,  deveria evitar os perigosos compromissos da política convencional sem abrir mão da chance de fazer mudanças coletivas duradouras. Após o colapso dos Verdes, o mundo político de Bookchin ficou cada vez menor. Ele estava exausto de disputas com "ecologistas profundos" radicais no movimento ambiental dos EUA. Ele se aproximou as ideias de  Bernie Sanders, embora Bookchin tenha escrito na Socialist Review em 1986 que Sanders era um "centralista" dirigindo uma "oligarquia cívica". A própria Biehl, enquanto estudava atentamente o legado de Bookchin, descreveu Sanders como um senador "excelente", que estava "lutando tenazmente em favor dos oprimidos". Se Sanders vencesse a presidência em 2020, cerca de 40 anos depois que os anarquistas de Bookchin o ajudaram a ganhar a prefeitura de Burlington, seria uma grande reviravolta do destino que suas duas "repúblicas populares" fossem aliadas mais uma vez.

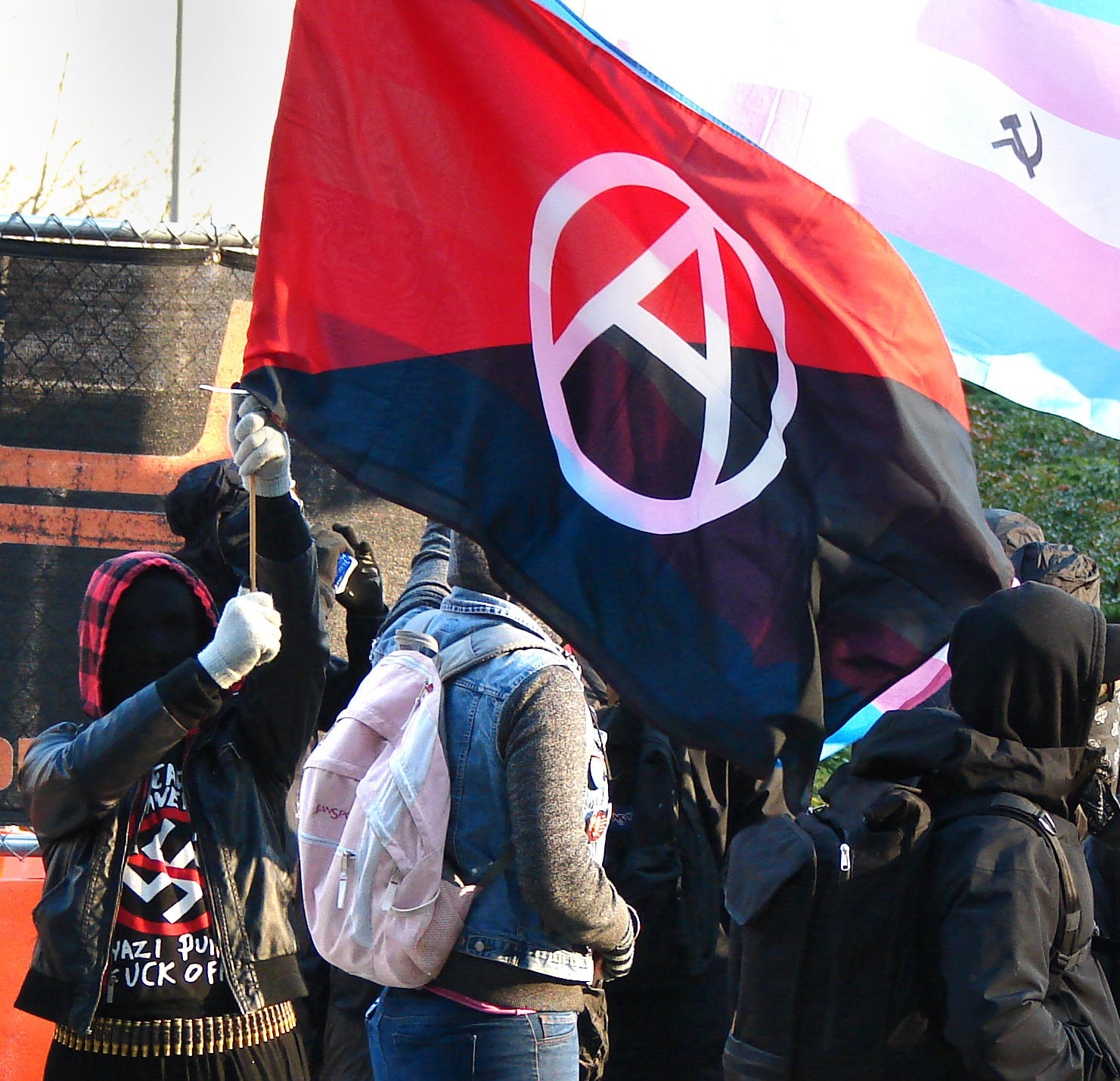
Antifa vs Patriot Prayer

Após o furacão Katrina, os ativistas anarquistas eram visíveis como membros fundadores do Coletivo Common Ground. A Clínica de Saúde Common Ground teve seu início quando o Veterans for Peace alocou contribuições para a compra de suprimentos médicos. Esse dinheiro viria das mensagens que Michael Moore enviou aos seus seguidores. Os anarquistas também tiveram um papel inicial no movimento Occupy. Em novembro de 2011, a revista Rolling Stone creditou ao anarquista e estudioso americano David Graeber por dar ao movimento Occupy Wall Street seu tema: "Somos os 99%". A Rolling Stone informou que Graeber ajudou a criar a primeira Assembleia Geral da Cidade de Nova York, com apenas 60 participantes, em 2 de agosto de 2011. Ele passou as seis semanas seguintes envolvidas com o movimento florescente, inclusive facilitando assembleias gerais, participando de reuniões de grupos de trabalho e organizando treinamentos legais e médicos e aulas sobre resistência não-violenta. Após o movimento Occupy Wall Street, o autor Mark Bray escreveu Translating Anarchy: The Anarchism of Occupy Wall Street, que deu uma descrição em primeira mão do envolvimento anarquista.
No período anterior e posterior ao movimento Occupy, várias novas organizações e esforços se tornaram ativos. Uma série de conferências de convite denominadas Class Struggle Anarchist Conference(Conferência Anarquista de Luta de Classes), iniciada pela Workers Solidarity Alliance  (Aliança de Solidariedade dos Trabalhadores) e unida por outras, teve como objetivo reunir uma série de organizações anarquistas locais e regionais. A conferência foi realizada pela primeira vez na cidade de Nova York em 2008 e reuniu centenas de ativistas e conferências subsequentes foram realizadas em Detroit em 2009, Seattle em 2010 e Buffalo em 2012. Um grupo que foi fundado durante esse período foi a  May First Anarchist Alliance (Aliança Anarquista Primeiro de Maio)  em 2011, com membros em Michigan e Minnesota que se define como tendo uma orientação da classe trabalhadora e promovendo um anarquismo não doutrinário. Outro grupo fundado durante esse período é a   Black Rose Anarchist Federation (Federação Anarquista de Rosa Negra) (BRRN) em 2013, que combinou vários grupos locais e regionais, incluindo  Common Struggle (anteriormente conhecida como  Northeastern Federation of Anarchist Communists ou NEFAC), Four Star Anarchist Organization(Organização Anarquista Quatro Estrelas) em Chicago, Miami Autonomy and Solidarity, Rochester Red and Black, e Wild Rose Collective com sede em Iowa City. Alguns membros individuais da  Workers Solidarity Alliance(Aliança de Solidariedade dos Trabalhadores) se uniram ao novo grupo, mas a organização votou para permanecer separada. O grupo tem uma variedade de influências, principalmente Anarquista-Comunismo, Anarco-Sindicalismo, Especifismo e Plataformaismo. As primeiras atividades do grupo estavam coordenando a turnê  "Struggling to Win: Anarchists Building Popular Power In Chile"(Lutando para vencer: anarquistas construindo poder popular no Chile) em 2014 de dois organizadores anarquistas do Chile que tiveram eventos em mais de 20 cidades. Em 2016, a organização publicou o livreto online Black Anarchism: A Reader. Em maio de 2017, um membro publicou um artigo no The Oregonian em resposta à repressão policial da marcha do Dia Internacional dos Trabalhadores de Portland e também foi destaque em um segmento do Vice News que examina os protestos de esquerda da Antifa em Portland.
A área do norte da Síria sob controle curdo é governada segundo as linhas Confederalista Democrática, com base na interpretação de Öcalan de Bookchin. A região também abriga alguns dos combatentes mais ferozes e leais contra o ISIS na Síria. Na segunda década do século XXI, anarquistas norte-americanos emigraram para regiões controladas por insurgentes curdos afiliados ao grupo classificado como terrorista pelo departamento de estado norte americano chamado PKK em contraposição aos Estados daquela região e para combater o fundamentalismo islâmico.